# Mauzac-et-Grand-Castang
Mauzac-et-Grand-Castang est une commune française située dans le département de la Dordogne, en région Nouvelle-Aquitaine.

## Géographie

### Généralités

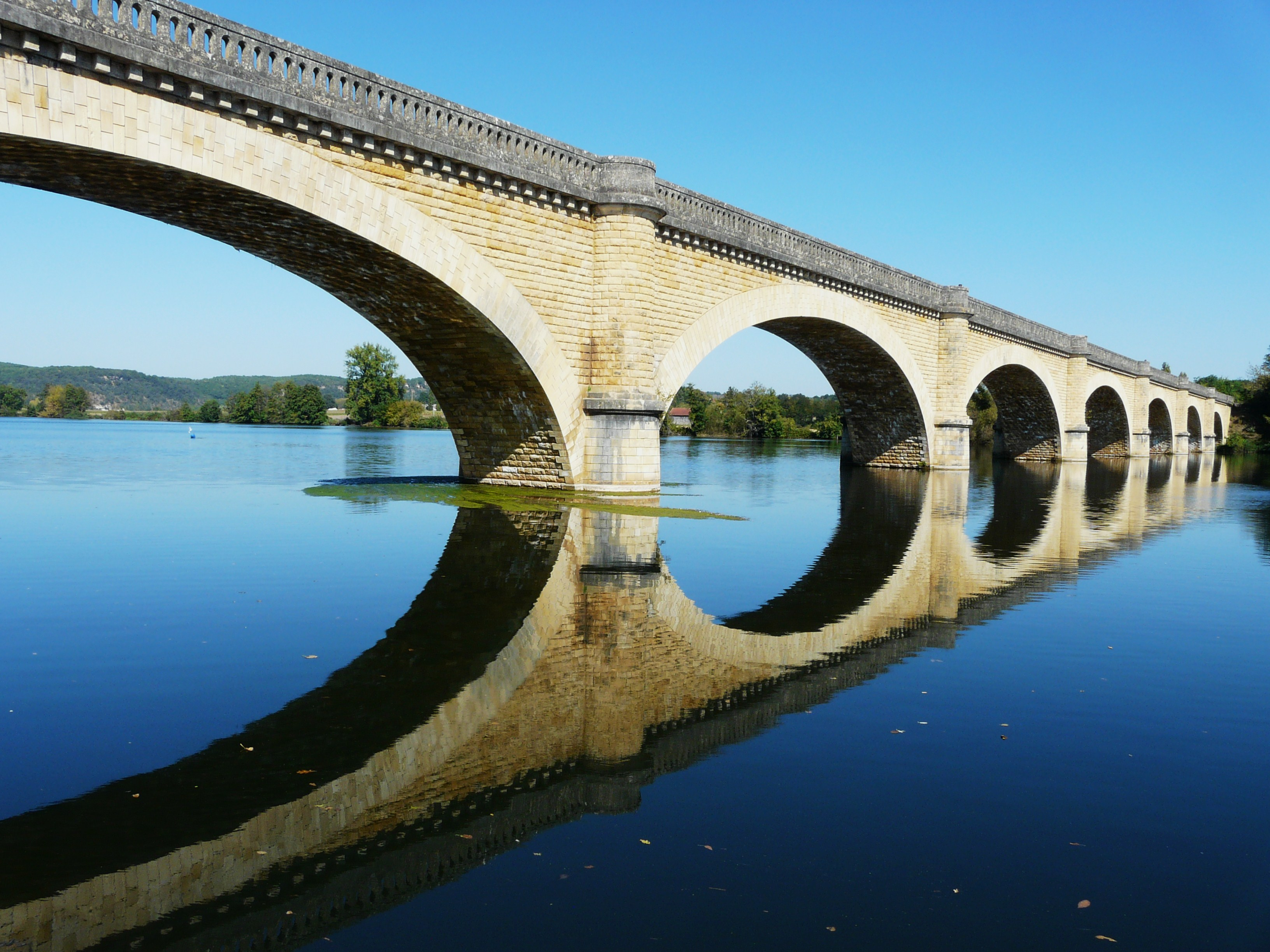
Le pont de Mauzac au-dessus de la retenue du barrage de Mauzac.

Au sud du département de la Dordogne, en Bergeracois, et en bordure du Périgord noir, la commune rurale de Mauzac-et-Grand-Castang est entièrement située en rive droite de la Dordogne qui la limite à l'ouest et au sud-ouest. Au niveau du bourg de Mauzac, le barrage de Mauzac forme une retenue de 250 hectares propice aux sports nautiques. Il permet également d'alimenter en eau le canal de Lalinde qui longe la Dordogne à une distance maximale de 400 mètres.
Le bourg de Mauzac se situe, en distances orthodromiques, cinq kilomètres au nord-est de la bastide de Lalinde, neuf kilomètres à l'ouest-nord-ouest du Buisson-de-Cadouin et douze kilomètres au sud-ouest du Bugue. Il est desservi par la route départementale (RD) 31.
La commune est également desservie par les RD 8, 36 et 703, ainsi que par la ligne ferroviaire de Libourne au Buisson par autorail Espérance en gare de Mauzac.
Entre Lalinde et Trémolat, le sentier de grande randonnée GR 6 longe le canal de Lalinde puis la Dordogne sur près de sept kilomètres.
En juillet 2023, les communes de Calès et de Mauzac-et-Grand-Castang mettent en place pour la période estivale une navette fluviale permettant aux piétons et cyclistes d'accéder rapidement à la rive opposée de la Dordogne.

### Communes limitrophes
Mauzac-et-Grand-Castang est limitrophe de sept autres communes.
| Pressignac-Vicq | Sainte-Foy-de-Longas    | Pezuls   |
|                 | Mauzac-et-Grand-Castang | Trémolat |
| Lalinde         | Badefols-sur-Dordogne   | Calès    |

### Géologie et relief

#### Géologie
Situé sur la plaque nord du Bassin aquitain et bordé à son extrémité nord-est par une frange du Massif central, le département de la Dordogne présente une grande diversité géologique. Les terrains sont disposés en profondeur en strates régulières, témoins d'une sédimentation sur cette ancienne plate-forme marine. Le département peut ainsi être découpé sur le plan géologique en quatre gradins différenciés selon leur âge géologique. Mauzac-et-Grand-Castang est située dans le troisième gradin à partir du nord-est, un plateau formé de calcaires hétérogènes du Crétacé.
Les couches affleurantes sur le territoire communal sont constituées de formations superficielles du Quaternaire datant du Cénozoïque et de roches sédimentaires du Mésozoïque. La formation la plus ancienne, notée c5a(2), date du Campanien 1, des calcaires packstone à wackstone crayo-marneux gris blanchâtres à subalvéolines à silex gris ou noirs. La formation la plus récente, notée CFvs, fait partie des formations superficielles de type colluvions carbonatées de vallons secs : sable limoneux à débris calcaires et argile sableuse à débris. Le descriptif de ces couches est détaillé dans  la feuille « no 807 - Le Bugue » de la carte géologique au 1/50 000 de la France métropolitaine, et sa notice associée.

Carte géologique de Mauzac-et-Grand-Castang.

#### Relief et paysages
Le département de la Dordogne se présente comme un vaste plateau incliné du nord-est (491 m, à la forêt de Vieillecour dans le Nontronnais, à Saint-Pierre-de-Frugie) au sud-ouest (2 m à Lamothe-Montravel). L'altitude du territoire communal varie quant à elle entre 35 m au sud, là où la Dordogne quitte la commune pour servir de limite entre celles de Lalinde et Badefols-sur-Dordogne, et 207 m au nord-ouest, près de la RD 36 et du lieu-dit la Sarmade.
Dans le cadre de la Convention européenne du paysage entrée en vigueur en France le 1er juillet 2006, renforcée par la loi du 8 août 2016 pour la reconquête de la biodiversité, de la nature et des paysages, un atlas des paysages de la Dordogne a été élaboré sous maîtrise d’ouvrage de l’État et publié en octobre 2020. Les paysages du département s'organisent en huit unités paysagères et 14 sous-unités. La commune fait partie du Périgord noir, un paysage vallonné et forestier, qui ne s’ouvre que ponctuellement autour de vallées-couloirs et d’une multitude de clairières de toutes tailles. Il s'étend du nord de la Vézère au sud de la Dordogne (en amont de Lalinde) et est riche d’un patrimoine exceptionnel.
La superficie cadastrale de la commune publiée par l'Insee, qui sert de référence dans toutes les statistiques, est de 15,85 km2,,. La superficie géographique, issue de la BD Topo, composante du Référentiel à grande échelle produit par l'IGN, est quant à elle de 15,91 km2.

### Hydrographie

#### Réseau hydrographique
La commune est située dans le bassin de la Dordogne au sein du Bassin Adour-Garonne. Elle est drainée par la Dordogne, le canal de Lalinde, le ruisseau de Barbeyrol, et par deux petits cours d'eau, qui constituent un réseau hydrographique de 12 km de longueur totale,.
La Dordogne, d'une longueur totale de 483,1 km, prend naissance sur les flancs du puy de Sancy (1 885 m), dans la chaîne des monts Dore, traverse six départements dont la Dordogne dans sa partie sud, et conflue avec la Garonne à Bayon-sur-Gironde, pour former l'estuaire de la Gironde,. Elle borde la commune à l'est et au sud sur plus de cinq kilomètres, face à Calès et Badefols-sur-Dordogne.
Le canal de Lalinde, d'une longueur totale de 15,51 km, est alimenté en eau par la Dordogne et prend naissance dans la commune de Mauzac-et-Grand-Castang, juste en amont du barrage de Mauzac, face à la commune de Calès, et rejoint la Dordogne à Mouleydier, juste en aval du barrage de Tuilières, face à Saint-Agne,. Il traverse le sud de la commune sur deux kilomètres.
Affluent de rive gauche de la Louyre, le ruisseau de Barbeyrol prend sa source dans le nord de la commune qu'il arrose sur près d'un kilomètre dont la moitié en limite de Sainte-Foy-de-Longas.

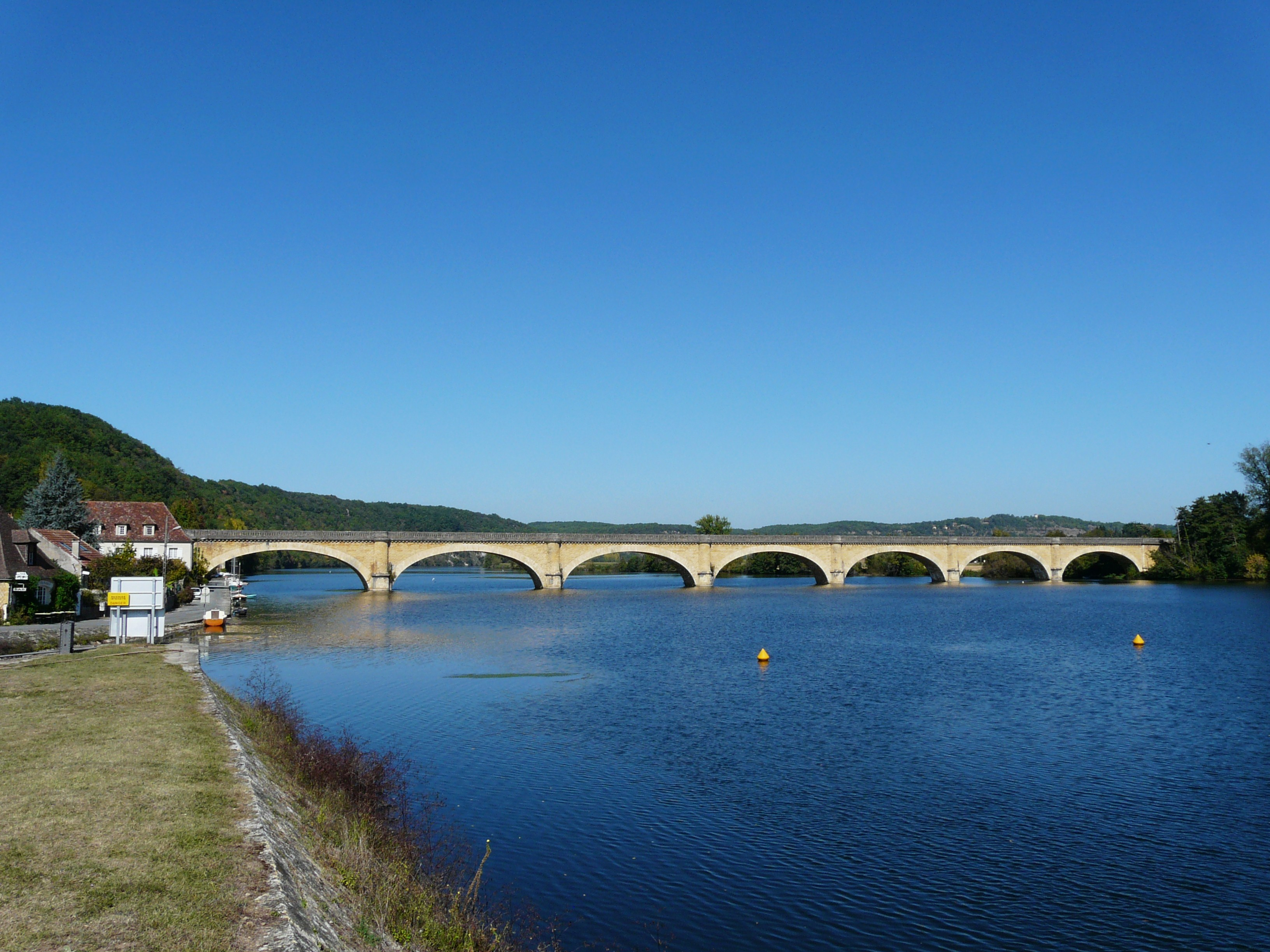
Le pont ferroviaire de Mauzac sur la retenue du barrage.
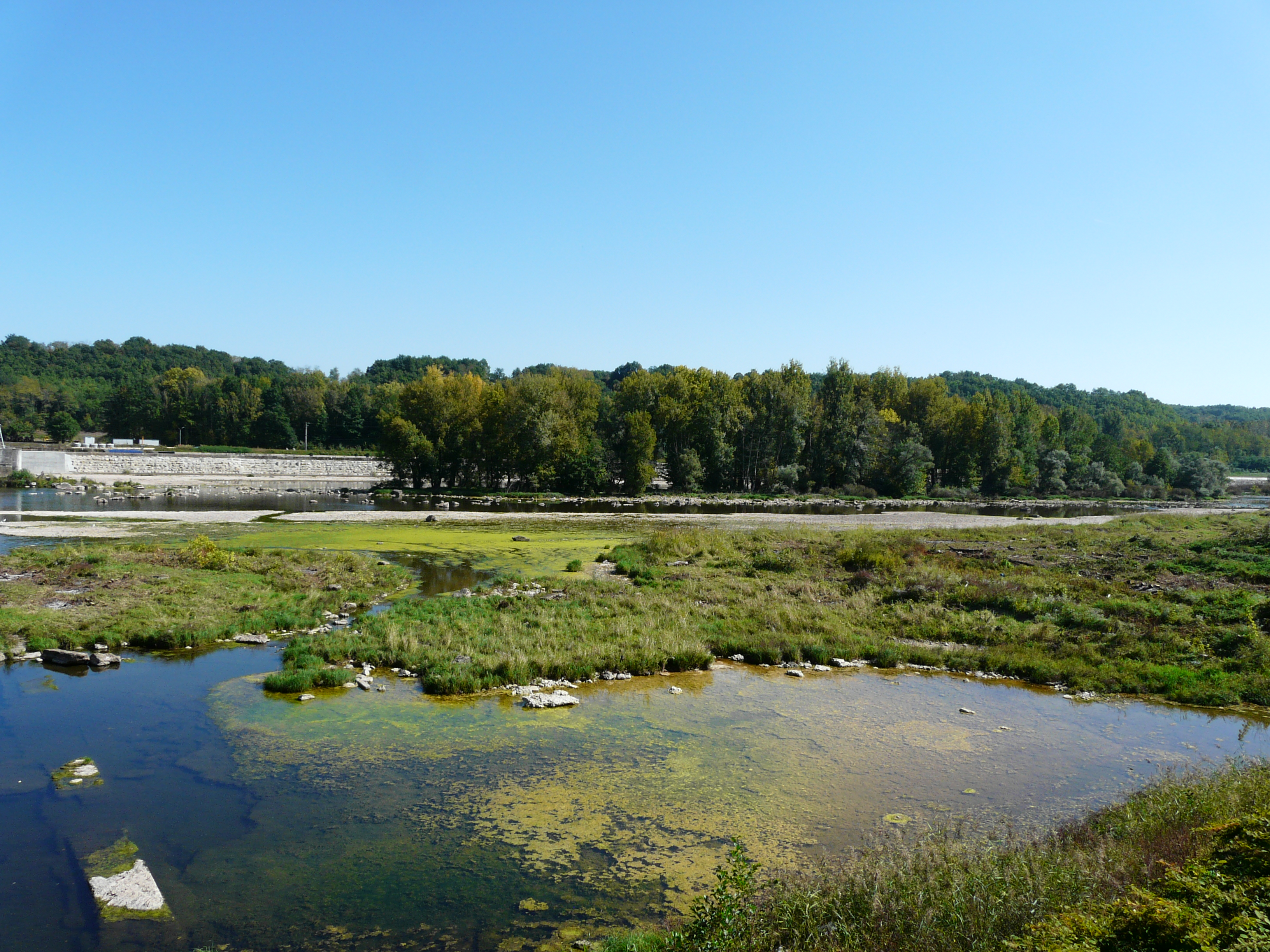
La Dordogne en aval du barrage.
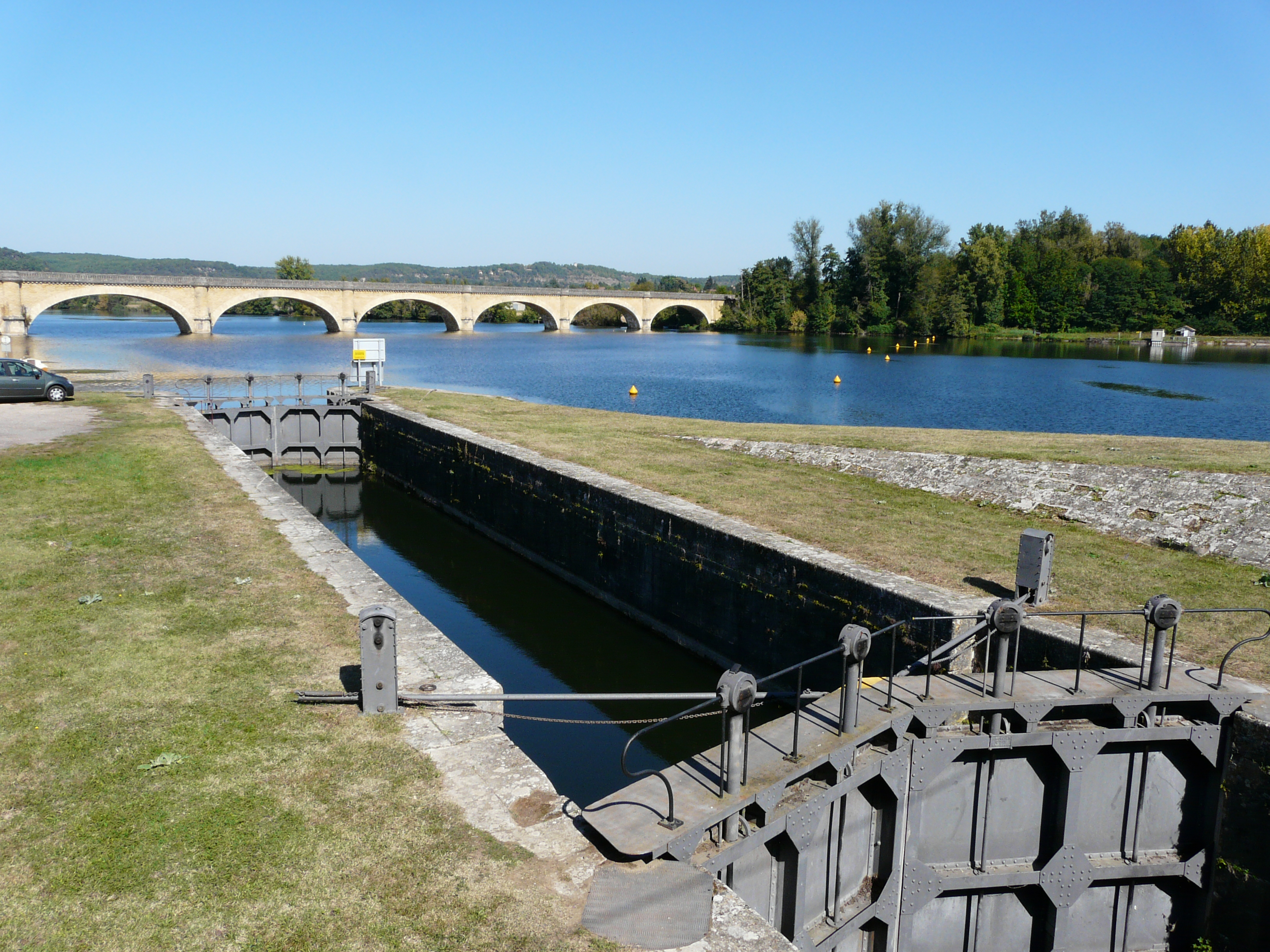
La prise d'eau du canal de Lalinde à l'écluse de Mauzac.
Réseaux hydrographique et routier de Mauzac-et-Grand-Castang.

#### Gestion et qualité des eaux
Le territoire communal est couvert par le schéma d'aménagement et de gestion des eaux (SAGE) « Dordogne Atlantique ». Ce document de planification, dont le territoire correspond au sous‐bassin le plus aval du bassin versant de la Dordogne (aval de la confluence Dordogne - Vézère)., d'une superficie de 2 700 km2 est en cours d'élaboration. La structure porteuse de l'élaboration et de la mise en œuvre est l'établissement public territorial de bassin de la Dordogne (EPIDOR). Il définit sur son territoire les objectifs généraux d’utilisation, de mise en valeur et de protection quantitative et qualitative des ressources en eau superficielle et souterraine, en respect des objectifs de qualité définis dans le troisième SDAGE  du Bassin Adour-Garonne qui couvre la période 2022-2027, approuvé le 10 mars 2022.
La qualité des eaux de baignade et des cours d’eau peut être consultée sur un site dédié géré par les agences de l’eau et l’Agence française pour la biodiversité.

### Climat
Pour des articles plus généraux, voir Climat de la Nouvelle-Aquitaine et Climat de la Dordogne.
Historiquement, la commune est exposée à un climat océanique aquitain.  
En 2020, Météo-France publie une typologie des climats de la France métropolitaine dans laquelle la commune est exposée à un climat océanique altéré et est dans la région climatique  Aquitaine, Gascogne, caractérisée par une pluviométrie abondante au printemps, modérée en automne, un faible ensoleillement au printemps, un été chaud (19,5 °C), des vents faibles, des brouillards fréquents en automne et en hiver et des orages fréquents en été (15 à 20 jours).
Pour la période 1971-2000, la température annuelle moyenne est de 12,6 °C, avec  une amplitude thermique annuelle de 15,2 °C. Le cumul annuel moyen de précipitations est de 849 mm, avec 12 jours de précipitations en janvier et 6,8 jours en juillet. Pour la période 1991-2020, la température moyenne annuelle observée sur la station météorologique la plus proche, située sur la commune de Pays de Belvès à 19 km à vol d'oiseau, est de 13,0 °C et le cumul annuel moyen de précipitations est de 888,2 mm,. Pour l'avenir, les paramètres climatiques de la commune estimés pour 2050 selon différents scénarios d’émission de gaz à effet de serre sont consultables sur un site dédié publié par Météo-France en novembre 2022.

### Milieux naturels et biodiversité

#### Espaces protégés
La protection réglementaire est le mode d’intervention le plus fort pour préserver des espaces naturels remarquables et leur biodiversité associée.
Onze aires protégées concernent le territoire communal.

#### Réserve de biosphère
La commune fait partie du bassin de la Dordogne, un territoire d'une superficie de 24 000 km2 reconnu réserve de biosphère par l'UNESCO en juillet 2012 et fait partie à la fois de sa « zone centrale » (la Dordogne elle-même), de sa « zone tampon » (sa plaine alluviale) et sa « zone de transition », c'est-à-dire le reste de son bassin versant.

#### Natura 2000

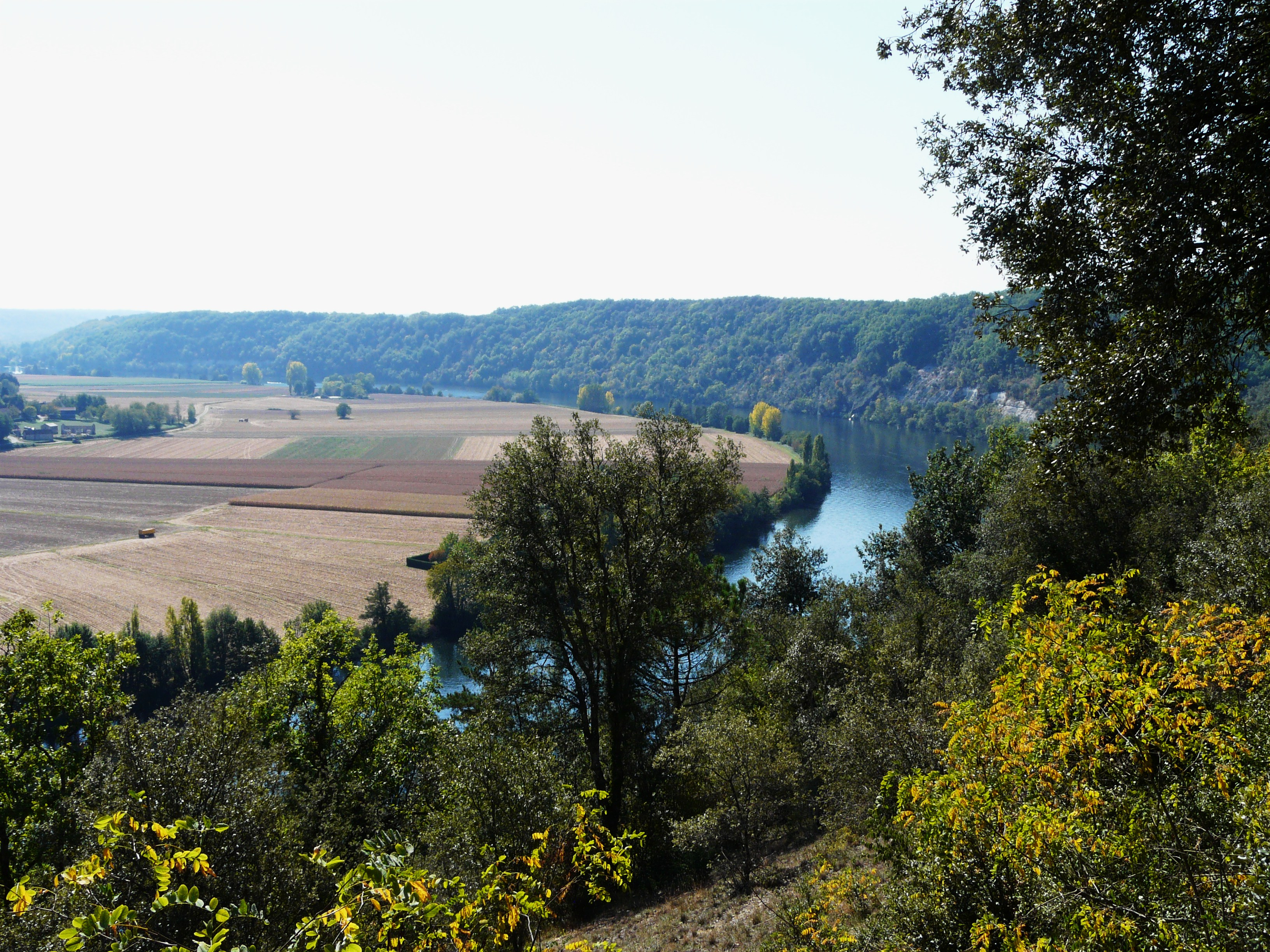
Au fond, sur la droite de la Dordogne, les coteaux du cingle de Trémolat, sur la commune de Mauzac-et-Grand-Castang.

Le réseau Natura 2000 est un réseau écologique européen de sites naturels d'intérêt écologique élaboré à partir des directives habitats et oiseaux, constitué de zones spéciales de conservation (ZSC) et de zones de protection spéciale (ZPS).
Deux sites Natura 2000 ont été définis sur la commune.
La Dordogne est un site du réseau Natura 2000 limité aux départements de la Dordogne et de la Gironde, et qui concerne les 103 communes riveraines de la Dordogne, dont Mauzac-et-Grand-Castang,. Seize espèces animales et une espèce végétale inscrites à l'annexe II de la directive 92/43/CEE de l'Union européenne y ont été répertoriées.
La zone Coteaux calcaires de la vallée de la Dordogne, qui s'étend au total sur 3 686 hectares et est partagée avec vingt-quatre autres communes, fait également partie du réseau Natura 2000,. Deux espèces de chauves-souris inscrites à l'annexe II de la directive 92/43/CEE de l'Union européenne y ont été répertoriées : le Grand rhinolophe (Rhinolophus ferrumequinum) et le Petit rhinolophe (Rhinolophus hipposideros). Sur la commune, elle s'étend sur près d'un kilomètre carré en deux sites, bordant la Dordogne en rive droite.

#### ZNIEFF

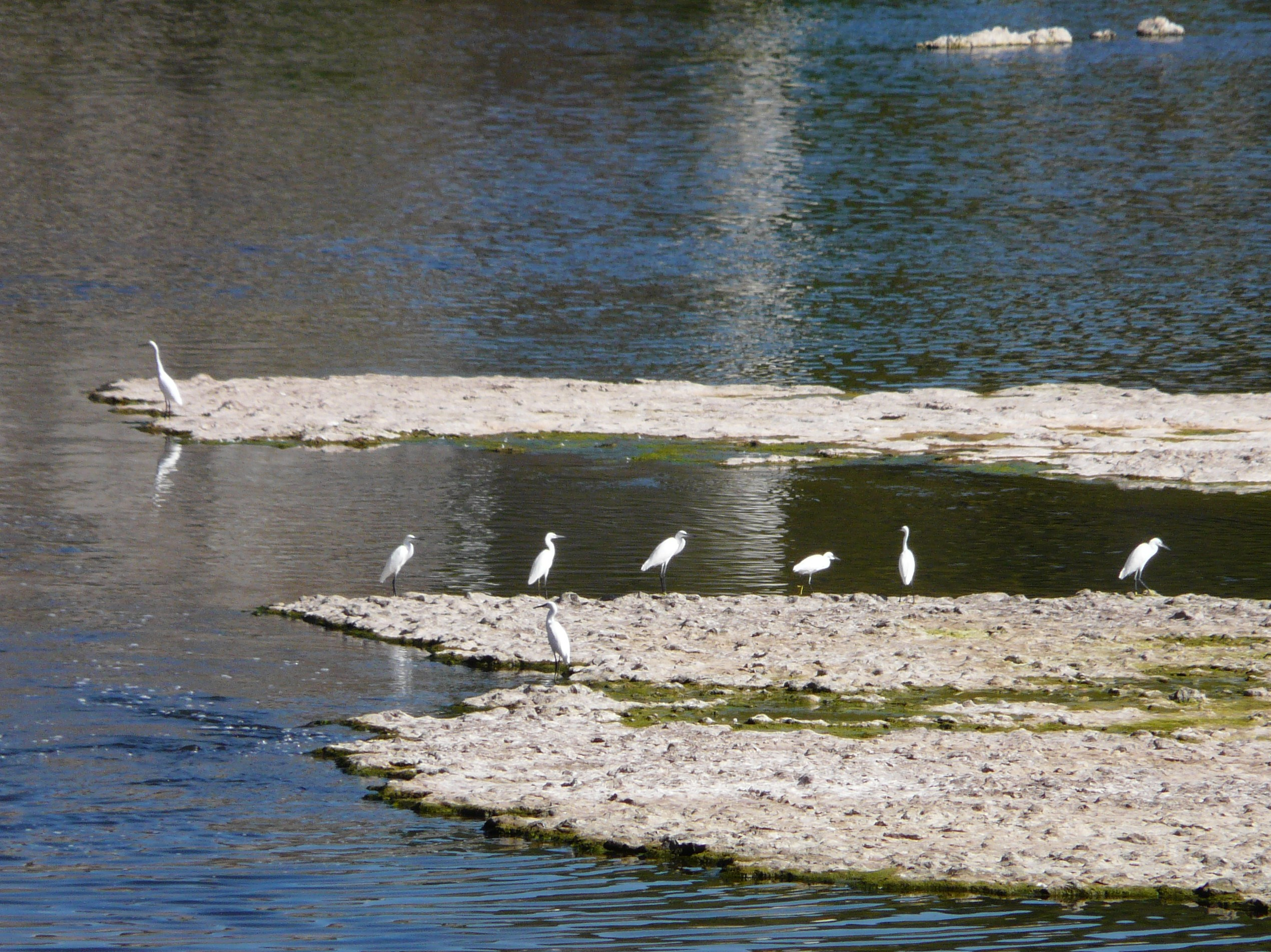
Oiseaux en aval du barrage.

Quatre zones naturelles d'intérêt écologique, faunistique et floristique (ZNIEFF) ont été définies sur la commune.
Mauzac-et-Grand-Castang fait partie des 102 communes concernées par la ZNIEFF de type 2 « La Dordogne »,, dans laquelle ont été répertoriées huit espèces animales déterminantes et cinquante-sept espèces végétales déterminantes, ainsi que quarante-trois autres espèces animales et trente-neuf autres espèces végétales.
Partagée avec les communes de Lalinde et Pressignac-Vicq, la combe des Foulissards est une autre ZNIEFF de type 2 qui occupe une partie dans l'ouest du territoire communal, sur près d'un kilomètre carré, autour des lieux-dits Cabant et Saint Meyme de Rozens,, dans laquelle ont été répertoriées six espèces animales déterminantes et vingt-deux espèces végétales déterminantes, ainsi que vingt-huit autres espèces animales et dix-sept autres espèces végétales.

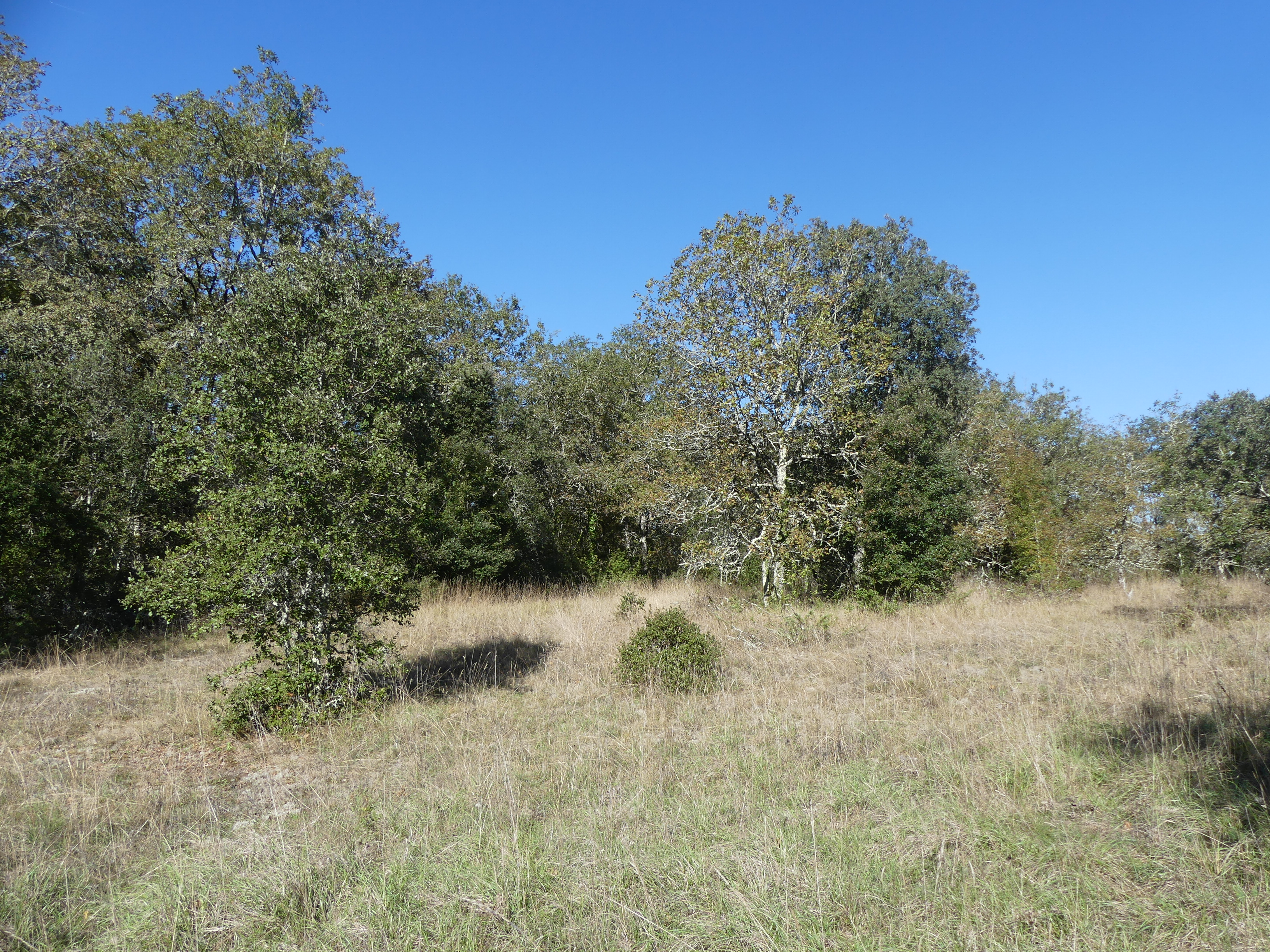
Paysage au sud du lieu-dit le Banconnau, faisant partie des coteaux calcaires de la vallée de la Dordogne.

La commune présente une ZNIEFF de type 1 : les « coteaux calcaires de la vallée de la Dordogne », limitée à une zone plus restreinte que la zone Natura 2000 homonyme, qui longe la Dordogne, depuis la limite communale avec Trémolat jusqu'au nord du bourg de Mauzac ; elle présente en rive droite une paroi calcaire ensoleillée de 70 à 120 mètres de hauteur où peut s'épanouir une flore de type méditerranéen,. Deux espèces déterminantes de plantes y ont été recensées ainsi que sept espèces (non déterminantes) de papillons et quarante-quatre autres espèces végétales.
Une autre ZNIEFF de type 1 concerne la commune, sur la presque totalité du cours de la Dordogne : « barrage de Mauzac, îlots et rapides de la Gratuse »,. Une espèce végétale déterminante y a été recensée, ainsi que quarante-quatre espèces (non déterminantes) d’oiseaux et quarante-trois autres espèces végétales.

#### Protection du biotope
Comme l'ensemble des communes du département de la Dordogne baignées par la Dordogne, Mauzac-et-Grand-Castang est soumis à un arrêté préfectoral de protection de biotope de 1991 destiné à favoriser la migration et le frai de plusieurs espèces de poissons.
Un second arrêté de protection de biotope, spécifique à la commune, a été émis en 1984 pour les îles en aval du barrage de Mauzac.

#### Sites remarquables
La Dordogne et ses « cingles » (méandres) présentent deux sites naturels protégés, aussi bien terrestres qu'aquatiques, en partie sur le territoire de Mauzac-et-Grand-Castang.
Le cingle de Trémolat offre deux zones qui se recouvrent en partie :
- un site inscrit depuis 1965[49], depuis le lieu-dit les Combes au sud jusqu'au Ginestal en passant par Millac et le Moulinet, au nord[Carte 9] ;
- plus récemment, un site classé en 1985[50],[Carte 10], s'étend depuis les abords immédiats (au nord) du bourg de Mauzac jusqu'à la limite communale avec Trémolat.

## Urbanisme

### Typologie
Au 1er janvier 2024, Mauzac-et-Grand-Castang est catégorisée commune rurale à habitat dispersé, selon la nouvelle grille communale de densité à 7 niveaux définie par l'Insee en 2022.
Elle est située hors unité urbaine et hors attraction des villes,.

### Occupation des sols
L'occupation des sols de la commune, telle qu'elle ressort de la base de données européenne d’occupation biophysique des sols Corine Land Cover (CLC), est marquée par l'importance des forêts et milieux semi-naturels (58 % en 2018), une proportion sensiblement équivalente à celle de 1990 (57,9 %). La répartition détaillée en 2018 est la suivante : 
forêts (58 %), zones agricoles hétérogènes (15,4 %), prairies (10,3 %), terres arables (10,1 %), eaux continentales (3,8 %), zones urbanisées (2,4 %). L'évolution de l’occupation des sols de la commune et de ses infrastructures peut être observée sur les différentes représentations cartographiques du territoire : la carte de Cassini (XVIIIe siècle), la carte d'état-major (1820-1866) et les cartes ou photos aériennes de l'IGN pour la période actuelle (1950 à aujourd'hui).

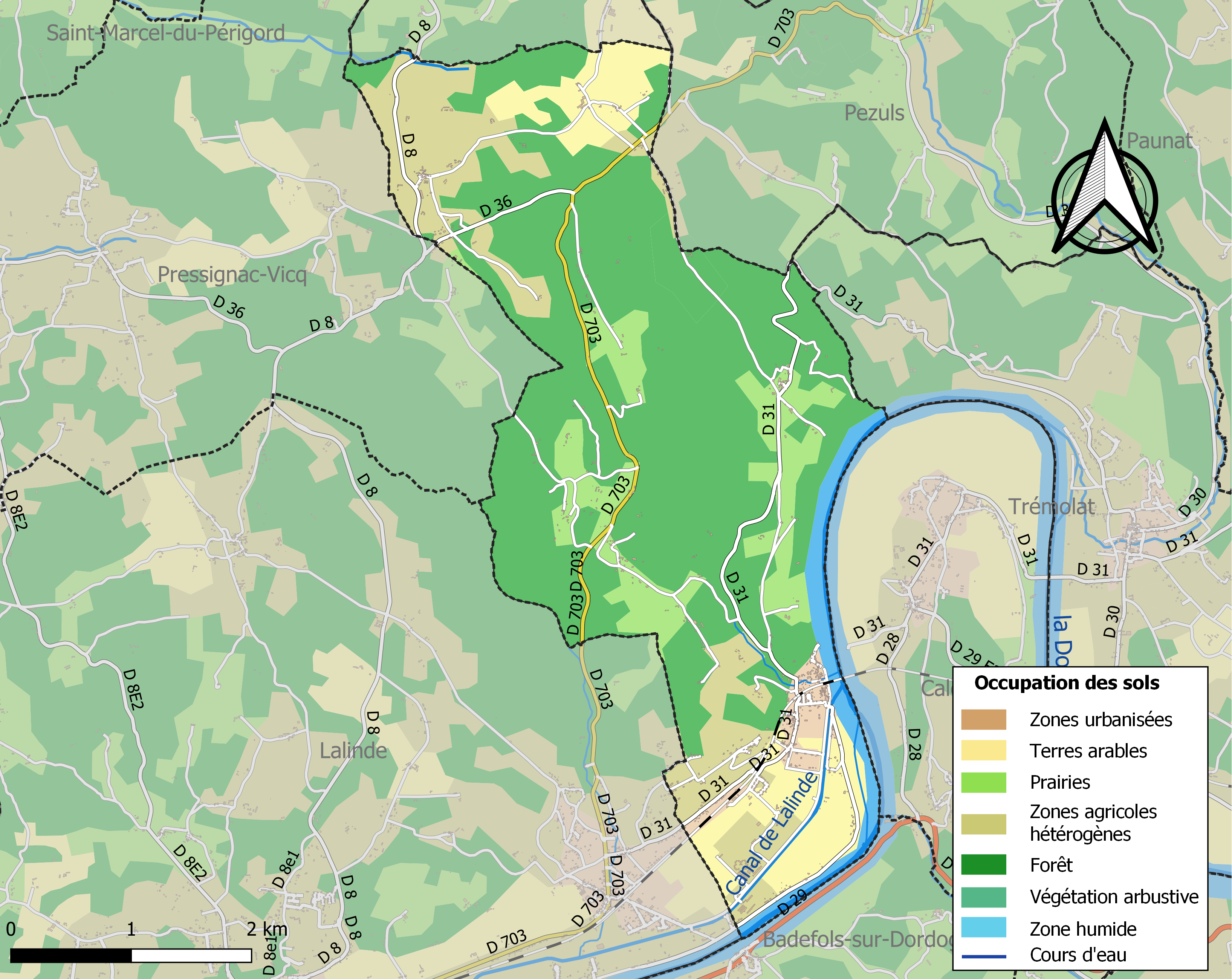
Carte des infrastructures et de l'occupation des sols de la commune en 2018 (CLC).

### Villages, hameaux et lieux-dits

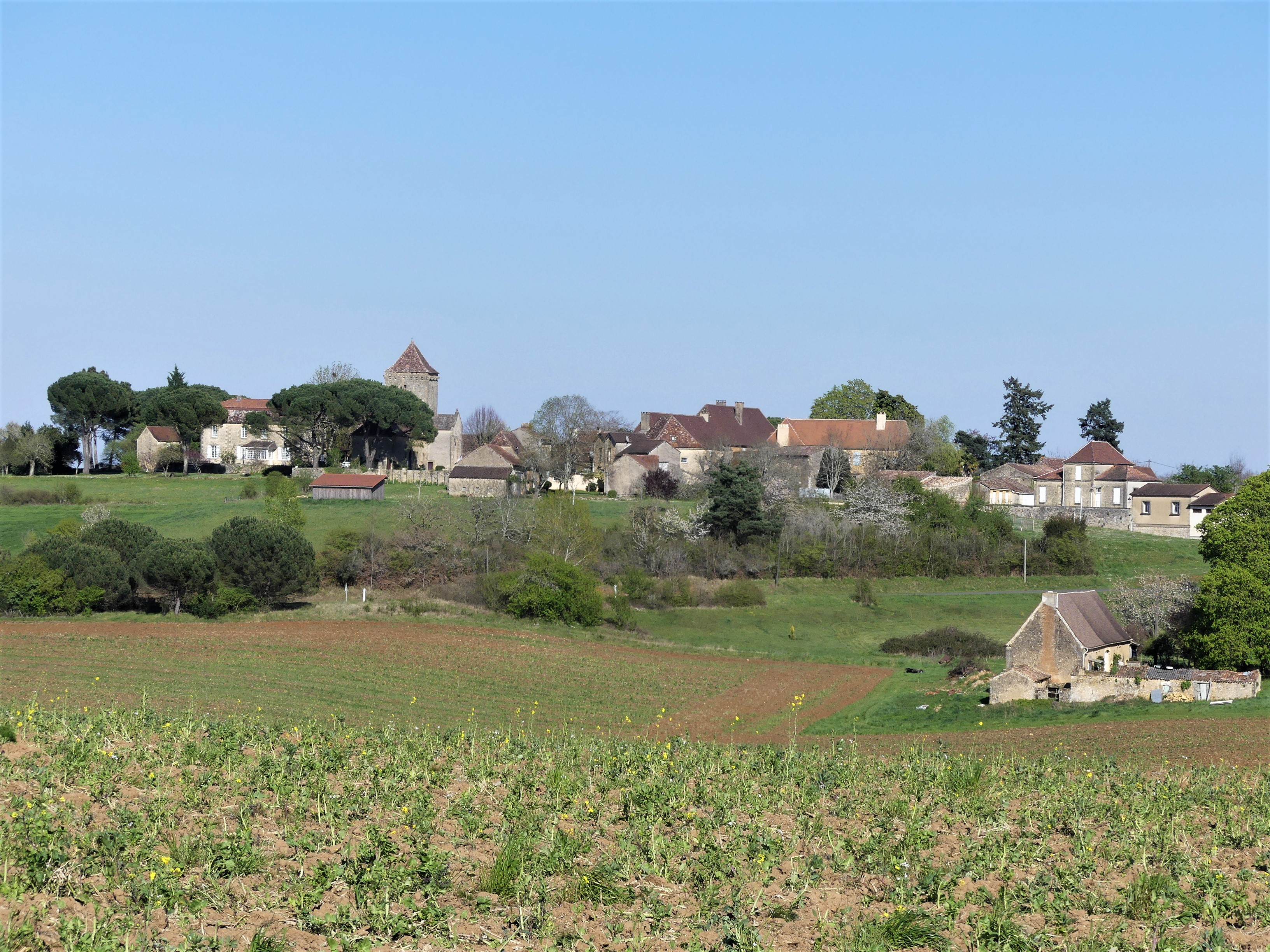
Le bourg de Grand-Castang.

Outre les bourgs de Grand-Castang et de Mauzac proprement dits, le territoire communal se compose de villages ou de hameaux, ainsi que de lieux-dits :
- les Arènes
- le Banconnau
- les Baudies
- Blanqui
- le Bois de Sirey
- le Boisbarat
- Cabant
- Camansou
- la Carolie
- Cayrebru
- le Cingle
- les Clides
- Combe du Grapal
- les Combes
- Costemillac
- les Crozes
- Dautres
- Fonblanque
- Frageas
- le Ginestal
- le Grand Bois
- la Grande Borie
- la Grande Combe
- la Grave Basse
- la Grave Haute
- la Grézotte
- le Lac de Valat
- le Lion d'Or
- Loubats
- Maisonnette
- Millac
- la Millasserie
- la Molière
- le Moulinet
- la Mouthe
- Neyraud Nord
- Neyraud Sud
- Pech Brut
- Péchambert
- Périnou
- la Petite Borie
- Pinconnet
- le Platan
- la Prade
- le Roc
- la Rose
- la Sablière
- Saint Meyme de Rozens
- la Sarmade
- Séguinas
- le Suquay
- le Terrier
- le Théâtre
- les Thomas
- la Trémoulède.

### Prévention des risques
Le territoire de la commune de Mauzac-et-Grand-Castang est vulnérable à différents aléas naturels : météorologiques (tempête, orage, neige, grand froid, canicule ou sécheresse), inondations, feux de forêts, mouvements de terrains et séisme (sismicité très faible). Il est également exposé à un risque technologique, la rupture d'un barrage. Un site publié par le BRGM permet d'évaluer simplement et rapidement les risques d'un bien localisé soit par son adresse soit par le numéro de sa parcelle.

#### Risques naturels
Certaines parties du territoire communal sont susceptibles d’être affectées par le risque d’inondation par débordement de cours d'eau, notamment la Dordogne et le canal de Lalinde. La commune a été reconnue en état de catastrophe naturelle au titre des dommages causés par les inondations et coulées de boue survenues en 1982, 1993 et 1999,. Le risque inondation est pris en compte dans l'aménagement du territoire de la commune par le biais du plan de prévention des risques inondation (PPRI) de la « Dordogne Centre », couvrant 20 communes et approuvé le 23 décembre 2008, pour les crues de la Dordogne,. Sur la commune, les zones concernées sont limitées aux lieux-dits Maisonnette et Loubats, à l'est et au sud du canal de Lalinde, ainsi qu'une petite partie du bourg de Mauzac. Pour les cinq communes où passe le canal de Lalinde, ce plan concerne également le risque de mouvements de terrain aux abords du canal. À la date d'approbation de ce plan, aucun mouvement de terrain n'avait été constaté pour les communes des deux extrémités du canal, donc sur Mauzac-et-Grand-Castang.
Mauzac-et-Grand-Castang est exposée au risque de feu de forêt. L’arrêté préfectoral du 14 mars 2013 fixe les conditions de pratique des incinérations et de brûlage dans un objectif de réduire le risque de départs d’incendie. À ce titre, des périodes sont déterminées : interdiction totale du 15 février au 15 mai et du 15 juin au 15 octobre, utilisation réglementée du 16 mai au 14 juin et du 16 octobre au 14 février. En septembre 2020, un plan inter-départemental de protection des forêts contre les incendies (PidPFCI) a été adopté pour la période 2019-2029,.

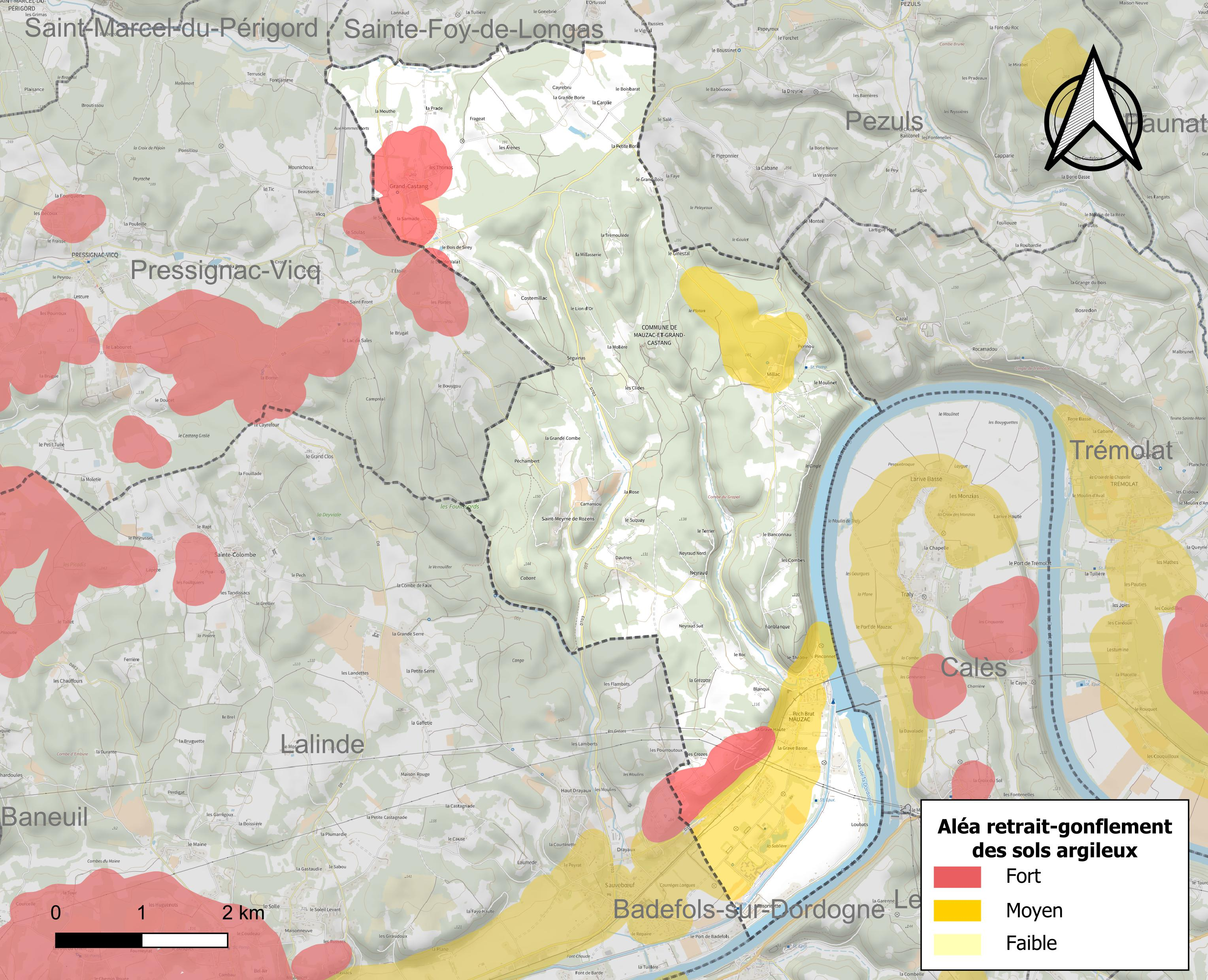
Carte des zones d'aléa retrait-gonflement des sols argileux de Mauzac-et-Grand-Castang.

Les mouvements de terrains susceptibles de se produire sur la commune sont des tassements différentiels. Le retrait-gonflement des sols argileux est susceptible d'engendrer des dommages importants aux bâtiments en cas d’alternance de périodes de sécheresse et de pluie. 15,6 % de la superficie communale est en aléa moyen ou fort (58,6 % au niveau départemental et 48,5 % au niveau national métropolitain). Depuis le 1er octobre 2020, en application de la loi ÉLAN, différentes contraintes s'imposent aux vendeurs, maîtres d'ouvrages ou constructeurs de biens situés dans une zone classée en aléa moyen ou fort,.
La commune a été reconnue en état de catastrophe naturelle au titre des dommages causés par des mouvements de terrain en 1999.

#### Risque technologique
La commune est en outre située en aval du barrage de Bort-les-Orgues, un ouvrage de classe A situé dans le département de la Corrèze et faisant l'objet d'un PPI depuis 2009. À ce titre elle est susceptible d’être touchée par l’onde de submersion consécutive à la rupture de cet ouvrage.

## Toponymie
Le nom de Mauzac est attesté dans un pouillé en 1382. Selon Chantal Tanet et Tristan Hordé, il représente probablement le nom d'un personnage germanique Maletus suivi du suffixe -iacum, plutôt que celui d'un personnage Maletius suivi du suffixe -acum, indiquent ainsi le « domaine de Maletus ».
Le nom de Grand-Castang est mentionné en 1244 sous la forme latinisée locus de Grandi Castanho, représentant un lieu pourvu d'un grand châtaignier.
Saint Meyme de Rozens, ou Saint Mayme de Rauzan, nom de l'éphémère commune qui a fusionné avec Mauzac en 1793, est attestée en 1382 sous la forme Sanctus Maximus de Rosano ; elle correspond à la célébration d'un saint Maxime que suit le nom d'un personnage gallo-roman Rosianus.
En occitan, Mauzac-et-Grand-Castang porte le nom de Mausac e Grand Castanh,.

## Histoire
Le territoire communal a été occupé dès la Préhistoire comme l'atteste l'abri au-dessus duquel a été édifié au XIIe siècle le castrum de Milhac (ou Millac), détruit en 1442.
En 1793, les anciennes communes de Mauzac et de Saint-Meyme-de-Rozens fusionnent sous le nom de Mauzac-et-Saint-Meyme-de-Rozens.
Mauzac-et-Saint-Meyme-de-Rozens et la commune de Grand-Castang fusionnent en 1973 sous le nom de Mauzac-et-Grand-Castang.
Grand-Castang conserve le statut de commune associée et, à ce titre, élit un maire délégué qui siège obligatoirement au conseil municipal de Mauzac-et-Grand-Castang.
La prison de Mauzac a servi de centre d'épreuve pour les relégués après l'abolition du bagne, des années 1940 à 1970.
Extension de la prison, le camp Nord de Mauzac se situait sur la commune voisine de Lalinde, à Sauvebœuf, à l'angle des actuelles routes départementales 31 et 703. Prison militaire lors de la Seconde Guerre mondiale, puis prison lors de l'épuration, le camp a ensuite servi d'internement aux relégués (les anciens bagnards) et lors de la guerre d'Algérie, à partir de janvier 1961, aux prisonniers politiques du Mouvement national algérien (MNA). Dans la nuit du 5 au 6 novembre de la même année, 
trente-neuf d'entre eux réussissent à s'échapper par un tunnel long d'une vingtaine de mètres qu'ils avaient creusé. Ils sont rapidement tous repris, le dernier en gare de Limoges le 10 novembre. Les accords d'Évian mettent fin à la guerre d'Algérie le 18 mars 1962 et les détenus politiques sont alors libérés. Le 8 octobre 1962, le ministre de la Justice, regroupe dans le camp les objecteurs de conscience dispersés en France. En fin d'année, ils sont quatre-vingts. Une dizaine d'entre eux se réclament de l'Action civique non-violente. La plupart des autres sont Témoins de Jéhovah. En décembre 1963, un statut est voté pour les objecteurs de conscience. Ils quittent le camp pour effectuer un service civil, sauf les Témoins de Jéhovah qui rejettent cette possibilité.

## Politique et administration

### Rattachements administratifs et électoraux
Dès 1790, la commune de Mauzac, puis Mauzac-et-Saint-Meyme-de-Rozens, a été rattachée au canton de Limeuil qui dépendait du district de Belvès jusqu'en 1795, date de suppression des districts. Lorsque ce canton est supprimé par la loi du 8 pluviôse an IX (28 janvier 1801)  portant sur la « réduction du nombre de justices de paix », la commune est rattachée au canton de Lalinde dépendant de l'arrondissement de Bergerac. En 1973, elle prend le nom de Mauzac-et-Grand-Castang en s'associant avec Grand-Castang.
Dans le cadre de la réforme de 2014 définie par le décret du 21 février 2014, la commune reste attachée à ce canton qui s'élargit lors des élections départementales de mars 2015.
Pour les élections législatives, la commune fait partie de la deuxième circonscription de la Dordogne.

### Intercommunalité
Fin 2002, Mauzac-et-Grand-Castang intègre dès sa création la communauté de communes Entre Dordogne et Louyre. Celle-ci est dissoute au 31 décembre 2012 et remplacée au 1er janvier 2013 par la communauté de communes des Bastides Dordogne-Périgord.

### Administration municipale
La population de la commune étant comprise entre 500 et 1 499 habitants au recensement de 2017, quinze conseillers municipaux ont été élus en 2020,.

### Liste des maires
| Période                                  | Période      | Identité        | Étiquette    | Qualité                                 |
| ---------------------------------------- | ------------ | --------------- | ------------ | --------------------------------------- |
| Les données manquantes sont à compléter. |              |                 |              |                                         |
| janvier 1973                             | janvier 2007 | André Goustat   | SE puis CPNT | Directeur général de la CCI de Bergerac |
| mars 2007                                | mars 2008    | Marcel Labrot   |              |                                         |
| mars 2008                                | mai 2020     | Patrice Masneri | SE           | Retraité du ministère de la Défense     |
| mai 2020                                 | En cours     | Florent Farge   |              |                                         |

## Équipements et services publics

### Enseignement
En 2024, la commune dispose d'une école primaire publique au bourg de Mauzac.

### Justice
Dans le domaine judiciaire, Mauzac-et-Grand-Castang relève : 
- du tribunal judiciaire, du tribunal pour enfants, du conseil de prud'hommes et du tribunal de commerce de Bergerac ;
- du pôle Nationalité du tribunal judiciaire de Périgueux (compétent uniquement dans le domaine de la nationalité) ;
- de la cour d'appel, du tribunal administratif et de la  cour administrative d'appel de Bordeaux.

## Population et société

### Démographie

#### Avant la fusion des communes de 1973
Jusqu'en 1972, les communes de Grand-Castang et de Mauzac-et-Saint-Meyme-de-Rozens étaient indépendantes.

#### Après la fusion des communes
Les habitants de Mauzac-et-Grand-Castang se nomment les Mauzacois.
Le 1er janvier 1973, les deux communes fusionnent sous le nom de Mauzac-et-Grand-Castang.
L'évolution du nombre d'habitants est connue à travers les recensements de la population effectués dans la commune depuis 1975. Pour les communes de moins de 10 000 habitants, une enquête de recensement portant sur toute la population est réalisée tous les cinq ans, les populations de référence des années intermédiaires étant quant à elles estimées par interpolation ou extrapolation. Pour la commune, le premier recensement exhaustif entrant dans le cadre du nouveau dispositif a été réalisé en 2007.

En 2022, la commune comptait 876 habitants, en évolution de +0,11 % par rapport à 2016 (Dordogne : +0,37 %, France hors Mayotte : +2,11 %).
| 1975 | 1982 | 1990 | 1999 | 2006 | 2007 | 2012 | 2017 | 2022 |
| ---- | ---- | ---- | ---- | ---- | ---- | ---- | ---- | ---- |
| 688  | 772  | 958  | 868  | 844  | 842  | 896  | 864  | 876  |

### Manifestations culturelles et festivités
Fête votive lors d'un week-end au mois d'août.

## Économie

### Emploi
En 2021, parmi la population communale comprise entre 15 et 64 ans, les actifs représentent 199 personnes, soit 22,8 % de la population municipale. Le nombre de chômeurs (25) a fortement diminué par rapport à 2015 (41) et le taux de chômage de cette population active s'établit à 12,8 %.

### Activités hors agriculture
Trente-six établissements sont implantés à Mauzac-et-Grand-Castang en 2021. Le tableau ci-dessous en détaille le nombre par secteur d'activité et compare les ratios avec ceux du département,.
| Secteur d'activité                                                                                        | Commune | Commune | Département |
| Secteur d'activité                                                                                        | Nombre  | %       | %           |
| --- | ------- | ------- | ----------- |
| Ensemble                                                                                                  | 36      | 100 %   | (100 %)     |
| Industrie manufacturière, industries extractives et autres                                                | 4       | 11,1 %  | (8,4 %)     |
| Construction                                                                                              | 5       | 13,9 %  | (13,4 %)    |
| Commerce de gros et de détail, transports, hébergement et restauration                                    | 14      | 38,9 %  | (28,2 %)    |
| Information et communication                                                                              | 1       | 2,8 %   | (1,8 %)     |
| Activités financières et d'assurance                                                                      | 0       | 0,0 %   | (3,6 %)     |
| Activités immobilières                                                                                    | 1       | 2,8 %   | (6,7 %)     |
| Activités spécialisées, scientifiques et techniques et activités de services administratifs et de soutien | 2       | 5,6 %   | (15,0 %)    |
| Administration publique, enseignement, santé humaine et action sociale                                    | 2       | 5,6 %   | (12,8 %)    |
| Autres activités de services                                                                              | 7       | 19,4 %  | (10,1 %)    |

Le secteur du commerce de gros et de détail, des transports, de l'hébergement et de la restauration est prépondérant sur la commune puisqu'il représente 38,9 % du nombre total d'établissements de la commune (14 entreprises sur les 36 implantées à Mauzac-et-Grand-Castang), contre 28,2 %  au niveau départemental.

### Agriculture
La commune est dans le « Bergeracois », une petite région agricole dans le département de la Dordogne. En 2020, l'orientation technico-économique de l'agriculture  sur la commune est la polyculture et/ou le polyélevage. 
|               | 1988 | 2000 | 2010 | 2020 |
| ------------- | ---- | ---- | ---- | ---- |
| Exploitations | 18   | 13   | 8    | 6    |
| SAU (ha)      | 269  | 239  | 272  | 293  |

Le nombre d'exploitations agricoles en activité et ayant leur siège dans la commune est passé de 18 lors du recensement agricole de 1988 à 13 en 2000 puis à 8 en 2010 et enfin à 5 en 2020, soit une baisse de 81 % en 32 ans. Le même mouvement est observé à l'échelle du département qui a perdu pendant cette période 60 % de ses exploitations (passant de 15 825 à 6 328),. La surface agricole utilisée sur la commune a augmenté, passant de 269 ha en 1988 à 293 ha en 2020. Parallèlement la surface agricole utilisée moyenne par exploitation a augmenté, passant de 15 à 49 ha.

### Entreprises
Le principal employeur de la commune est, de très loin, son centre de détention.

## Culture locale et patrimoine

### Lieux et monuments

#### Patrimoine civil
- Barrage de Mauzac et sa retenue.
- Canal de Lalinde, son écluse et sa maison éclusière, inscrits au titre des monuments historiques depuis 1996[100].
- Château des Baudies, à Mauzac, datant du XVIe siècle et rebâti au XIXe siècle, propriété de la famille d'Abbadie d'Arrast[101] (descendants d'Arnauld Michel d'Abbadie d'Arrast)[102].
- Castrum de Milhac, ou Millac, aussi appelé château de Branthomme, bâti sur un abri préhistorique et mentionné en 1116 (Castrum Ameliacum)[75], près du lieu-dit Périnou, sur une colline dominant le vallon du Moulinet. Il appartenait aux archevêques de Bordeaux depuis son achat par Clément V avant d'être détruit par les seigneurs de Limeuil, de Saint-Alvère, de Longa et autres nobles, en 1442[76],[103].
- Château du Roc, repaire du XVIIe siècle[104].
- Manoir de Saint-Meyme, du XVIIe siècle[105].

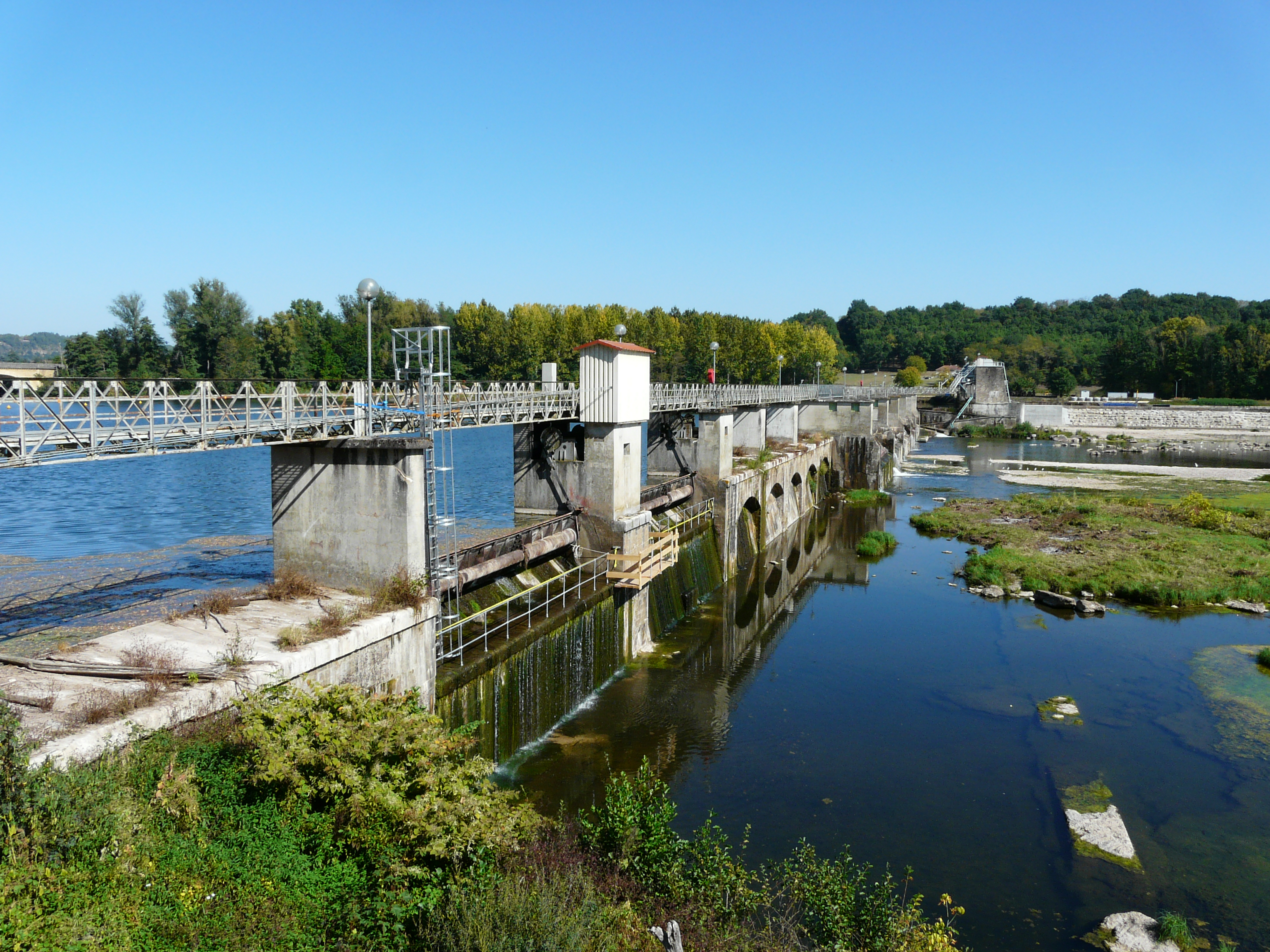
Le barrage de Mauzac.
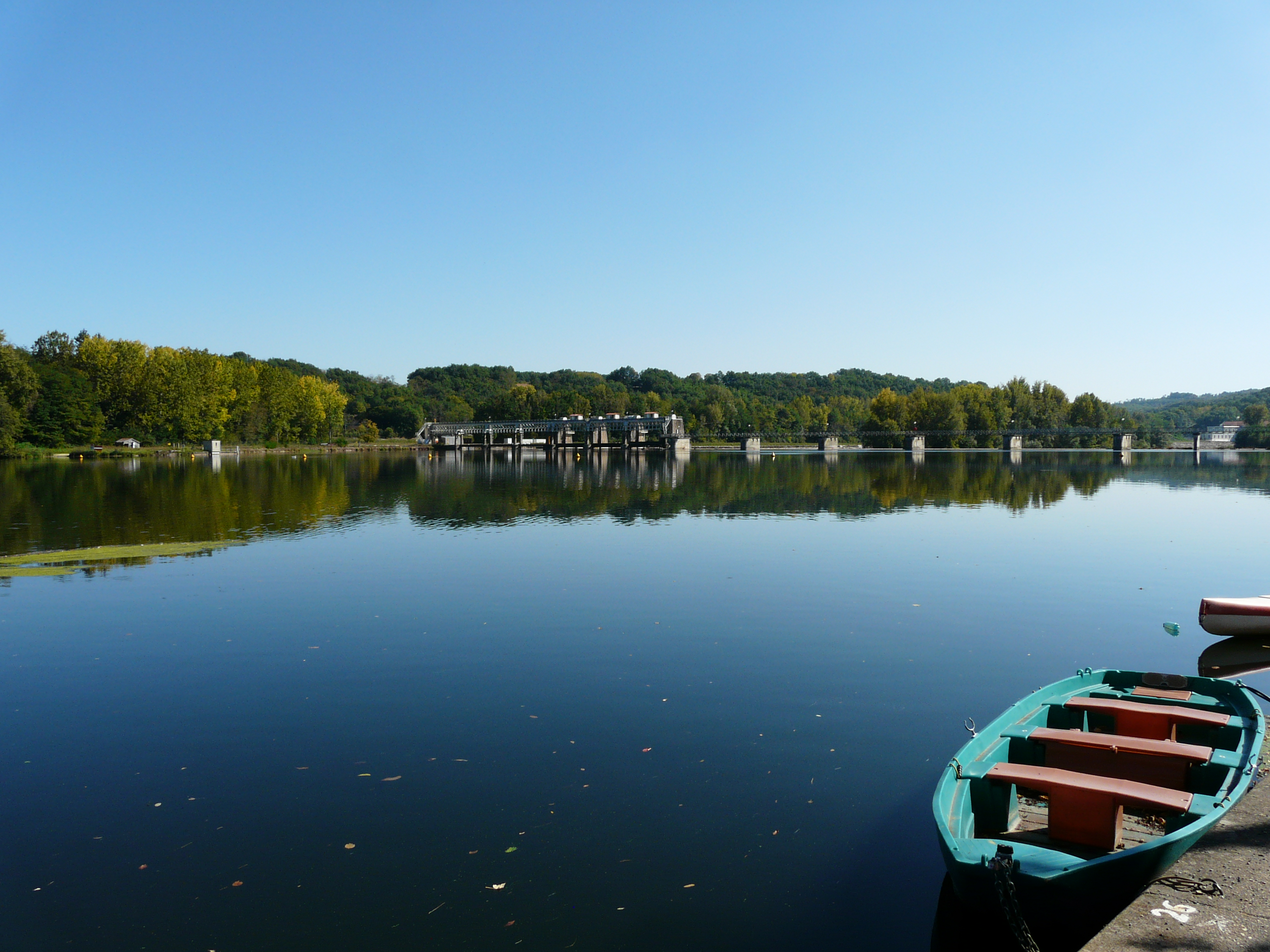
La retenue du barrage.
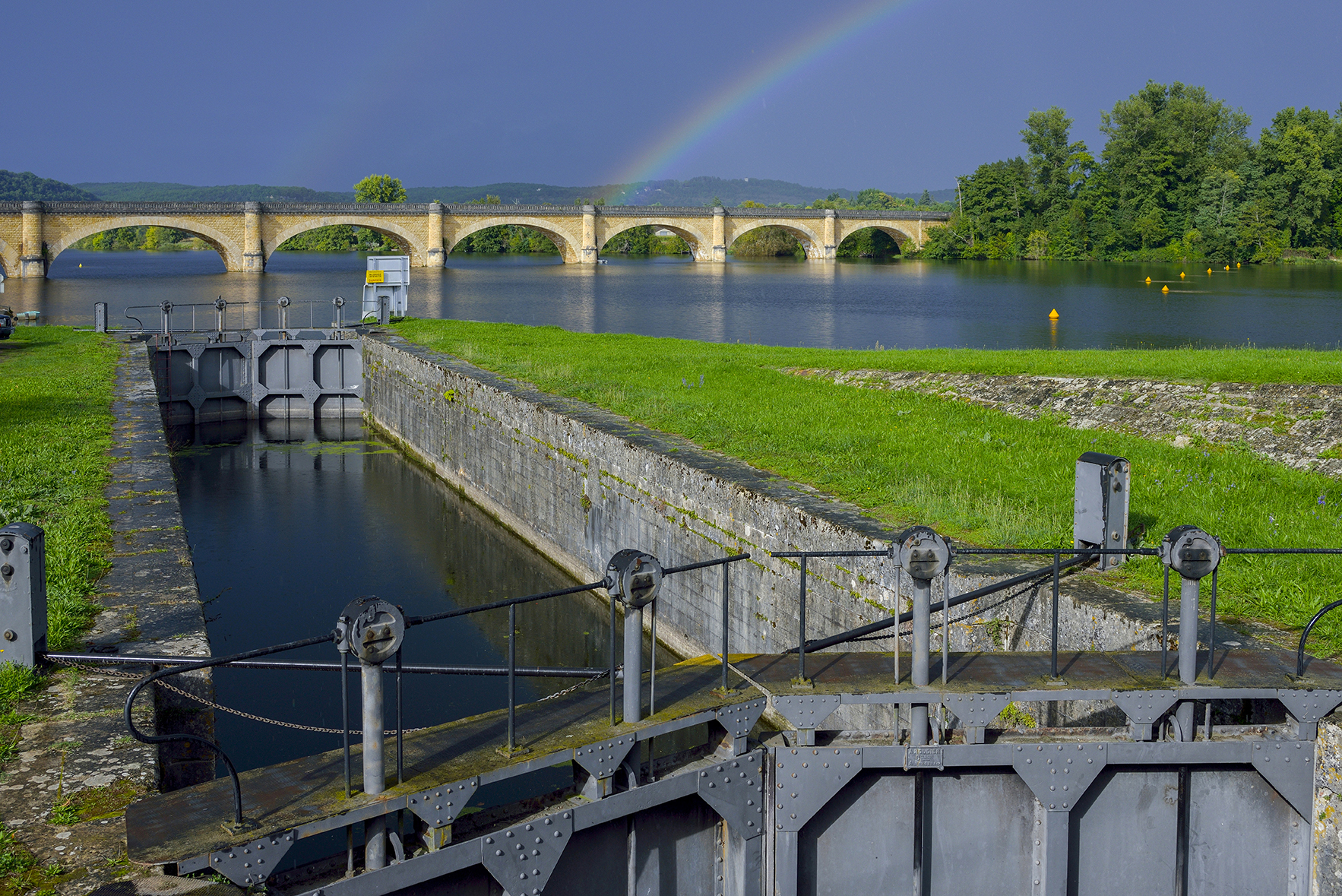
L'écluse de Mauzac sur le canal de Lalinde.
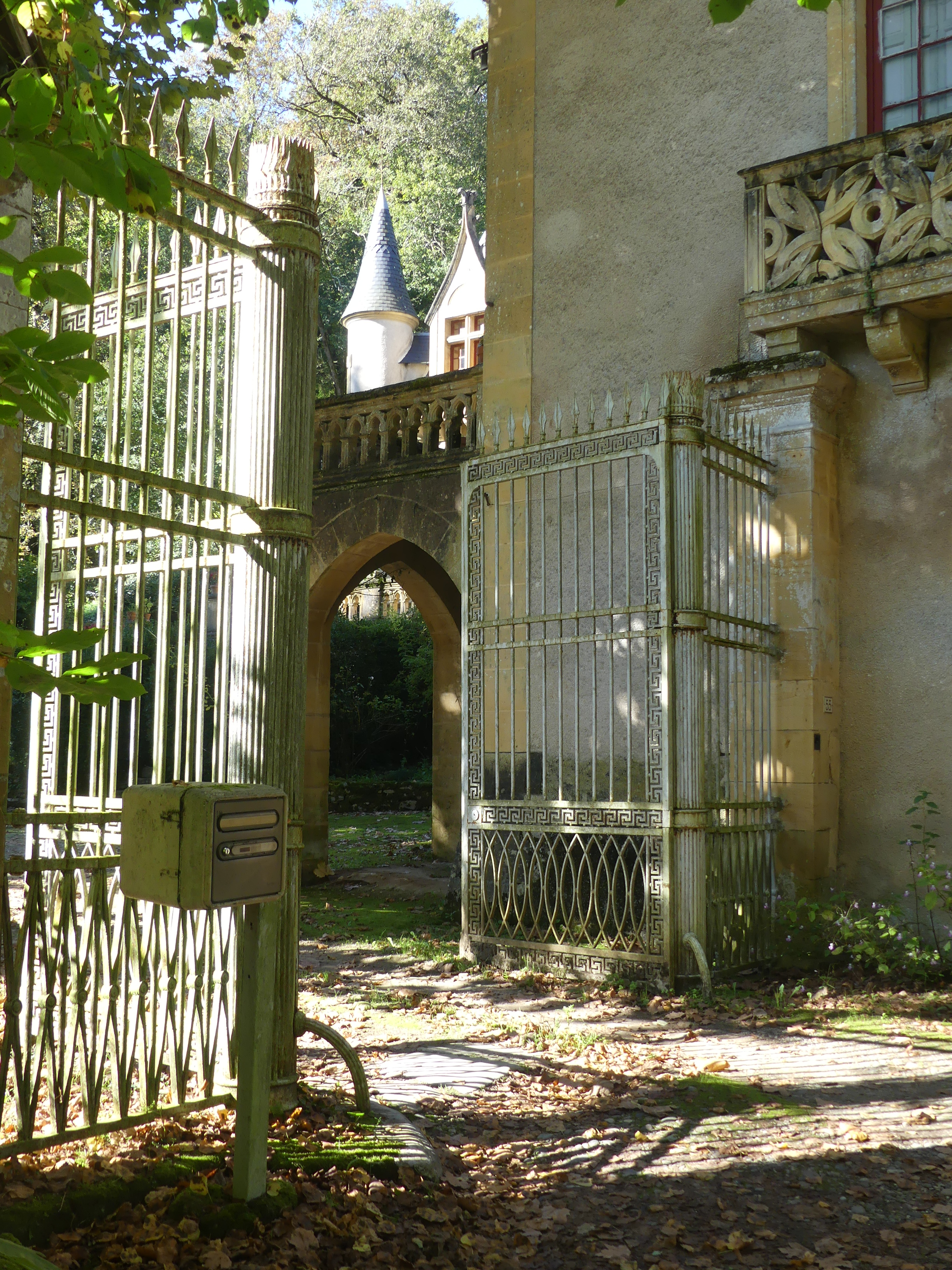
La grille d'entrée du château des Baudies.
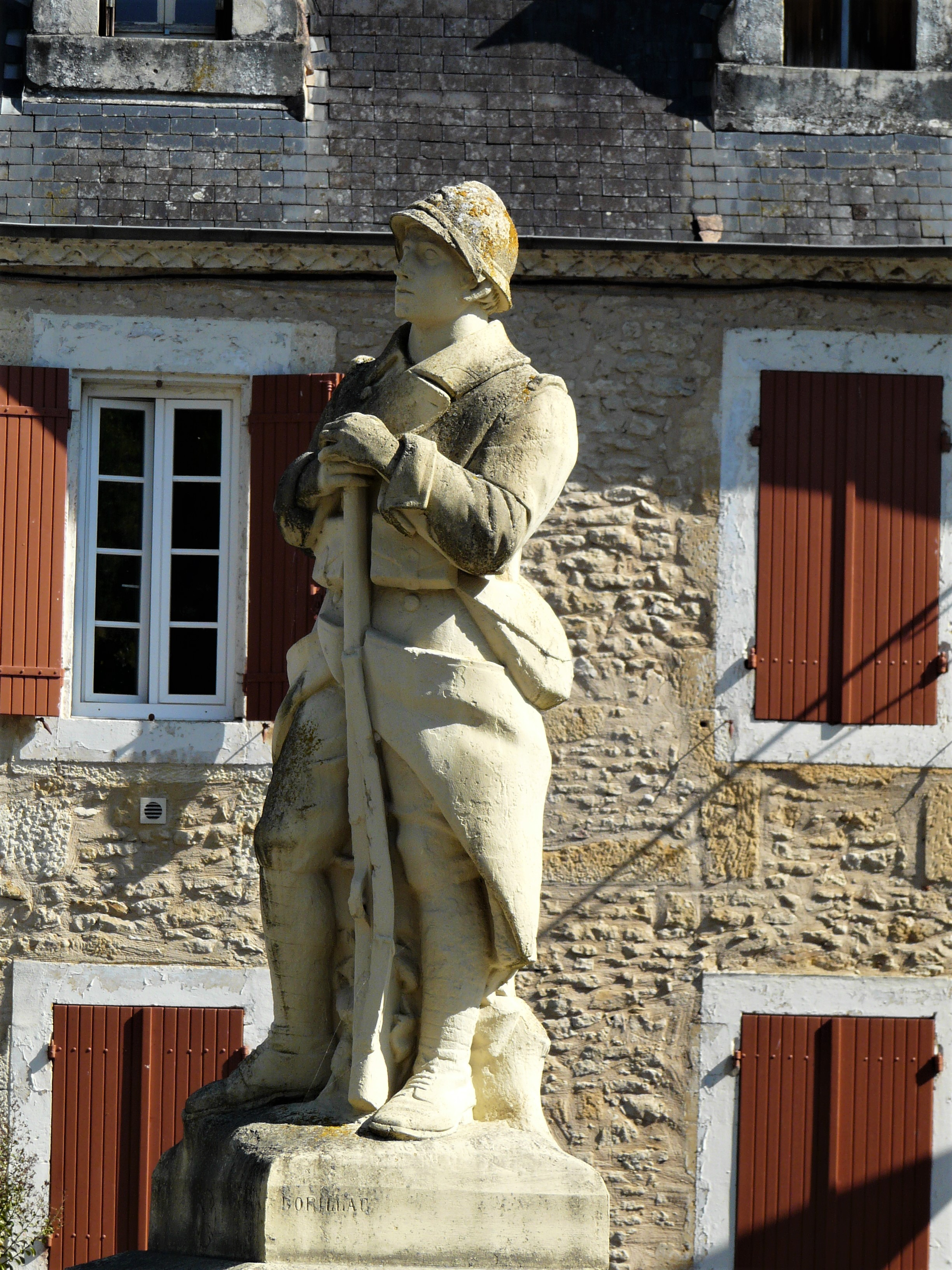
Le Poilu du monument aux morts.
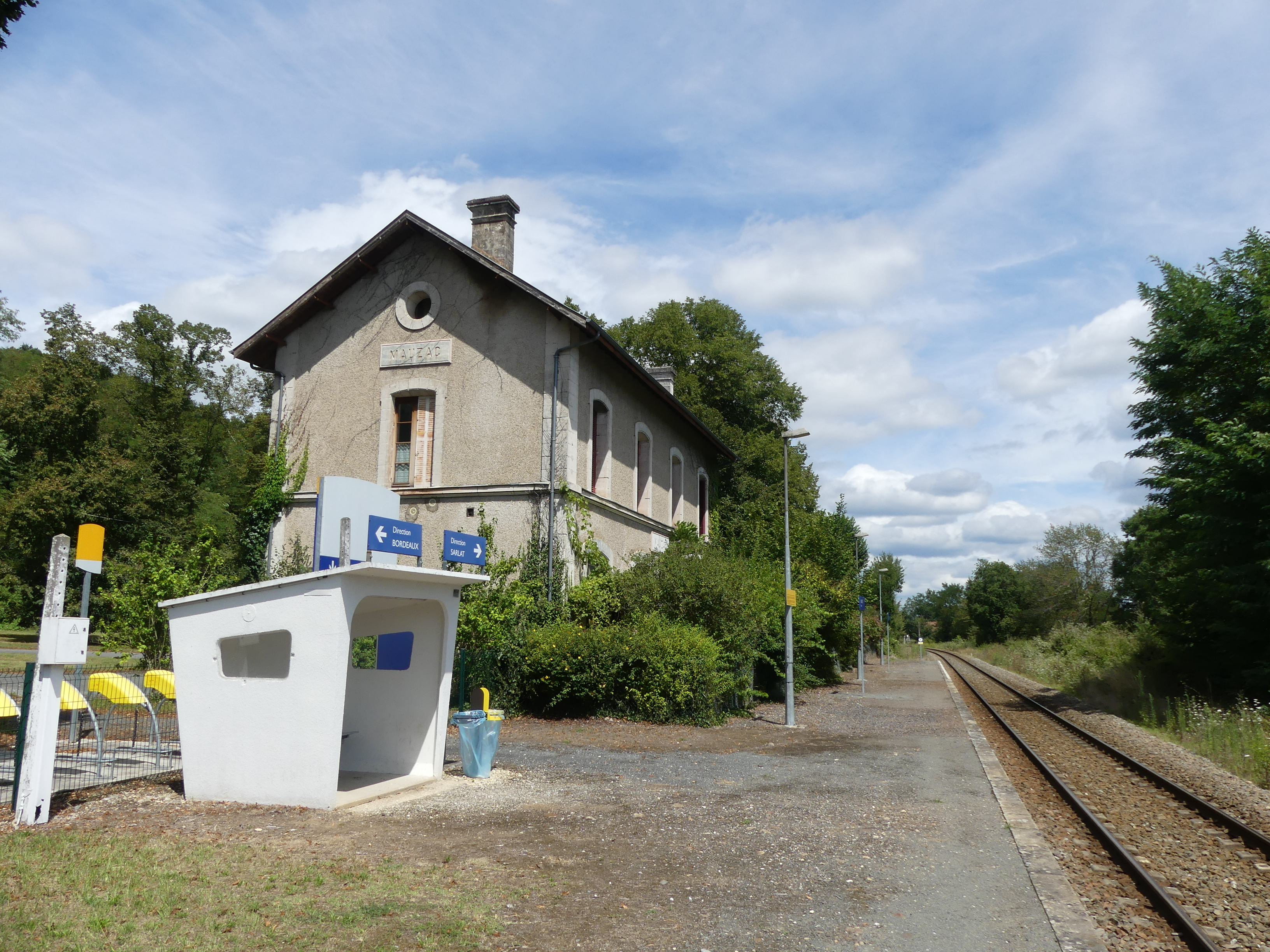
La gare de Mauzac.

### Patrimoine religieux
- Église Saint-Roch de style néogothique, XIXe siècle, à Mauzac, consacrée le 23 novembre 1866[106].
- Église Saint-Pierre-et-Saint-Paul de Grand-Castang[107] qui était précédemment sous le vocable de Saint-Cloud[108],[109],[110]. Elle a une cloche datant de 1665 inscrite au titre des monuments historiques[111].

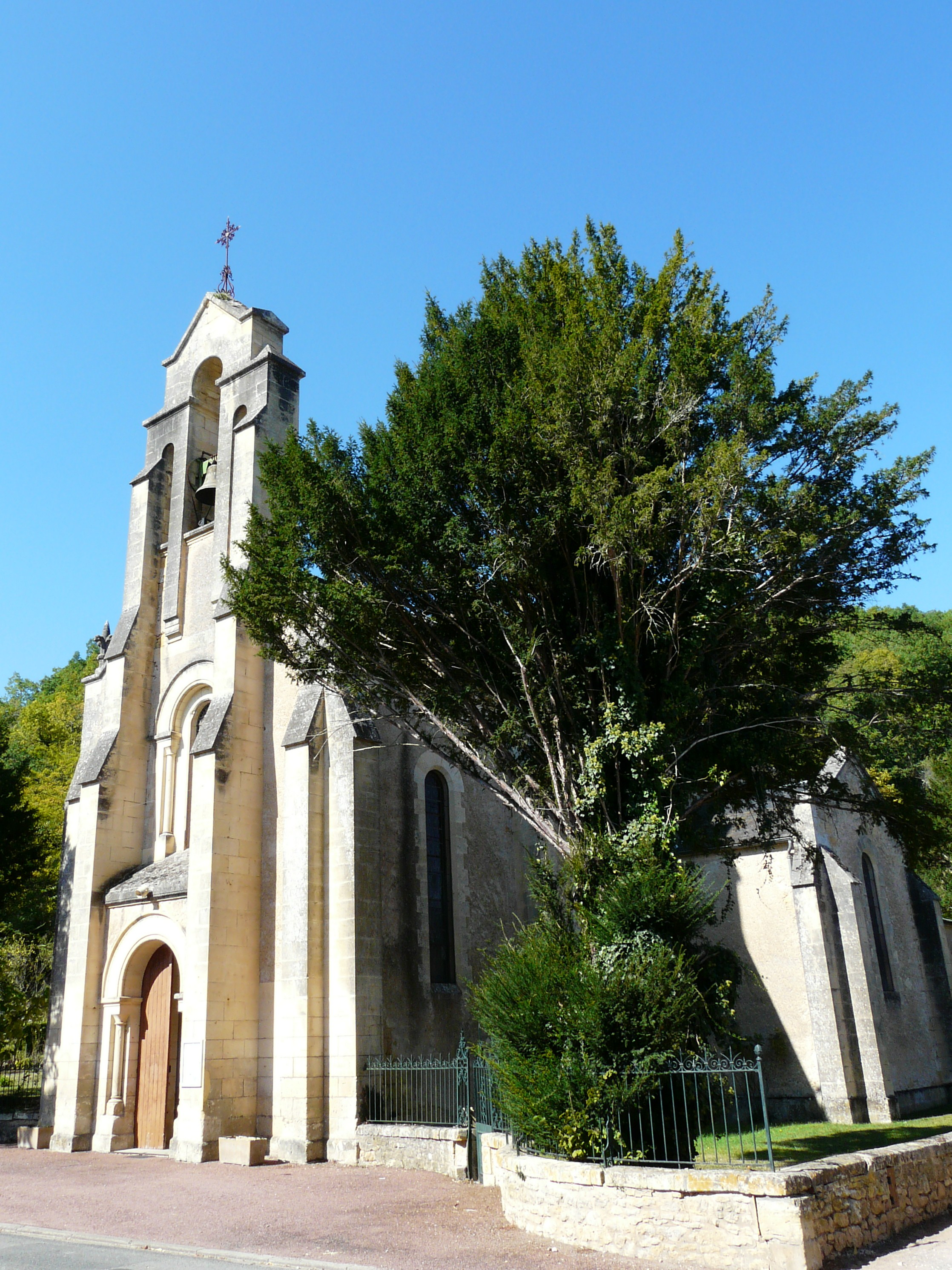
L'église Saint-Roch.
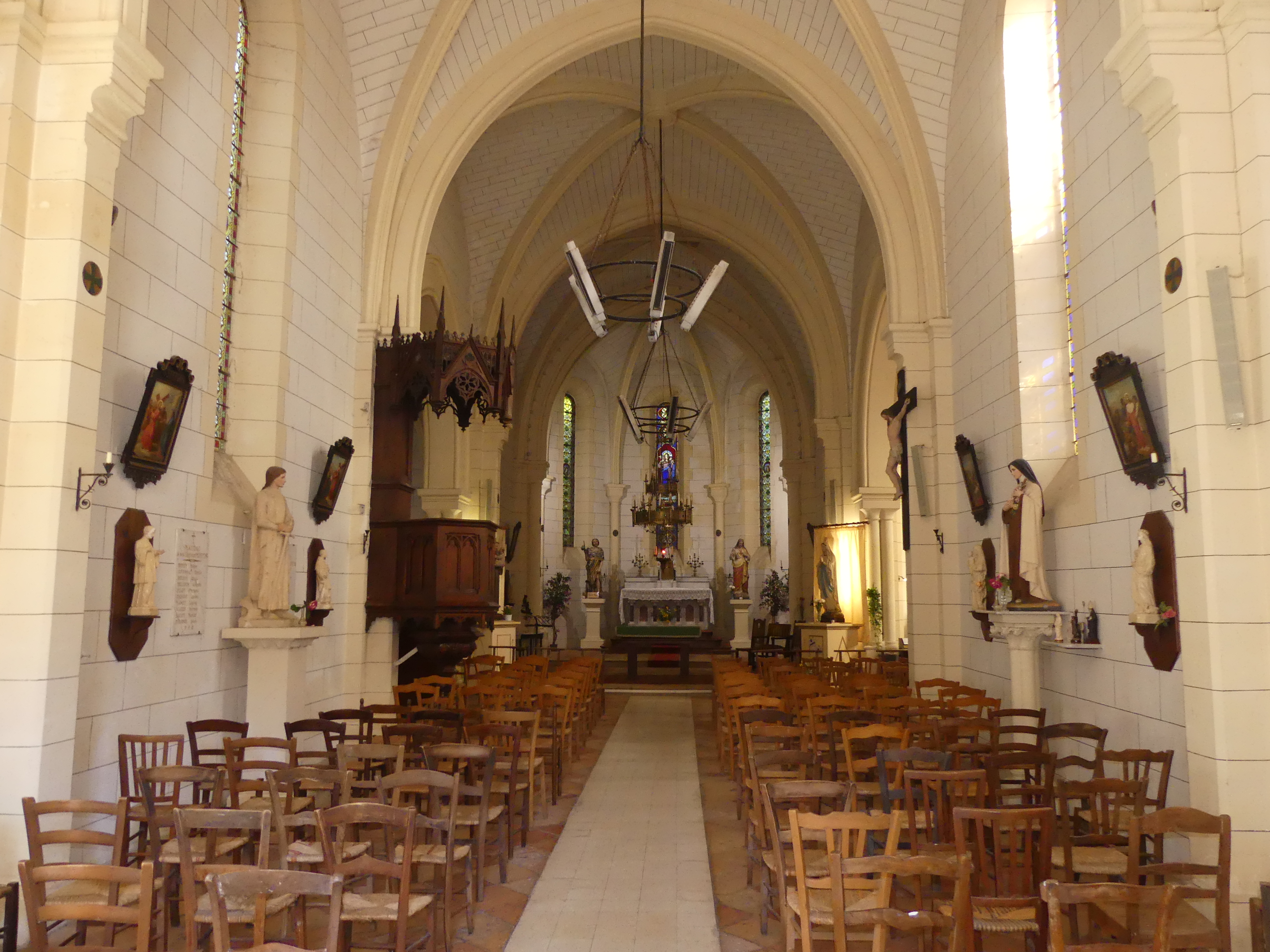
Sa nef.
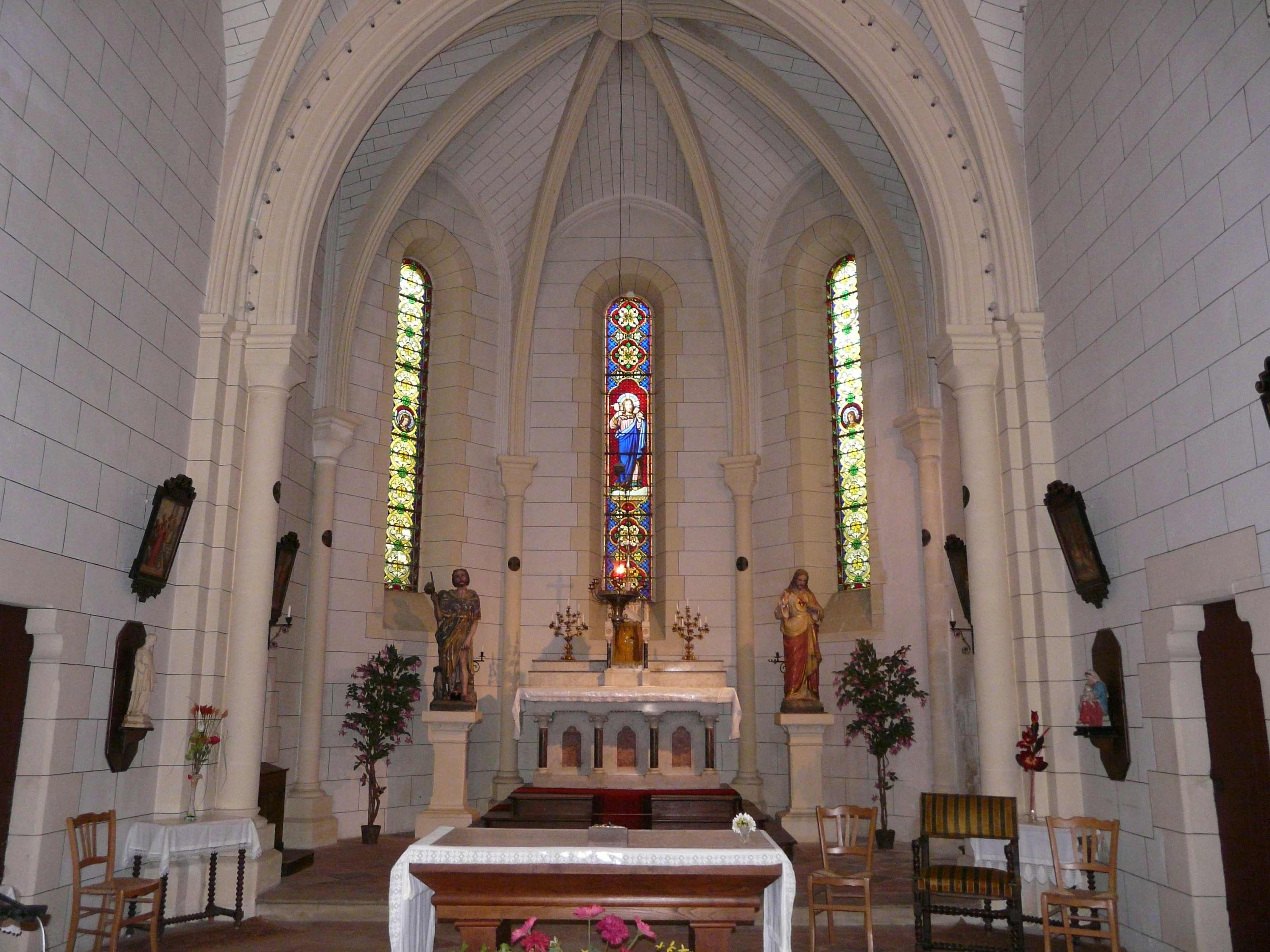
Son chœur.
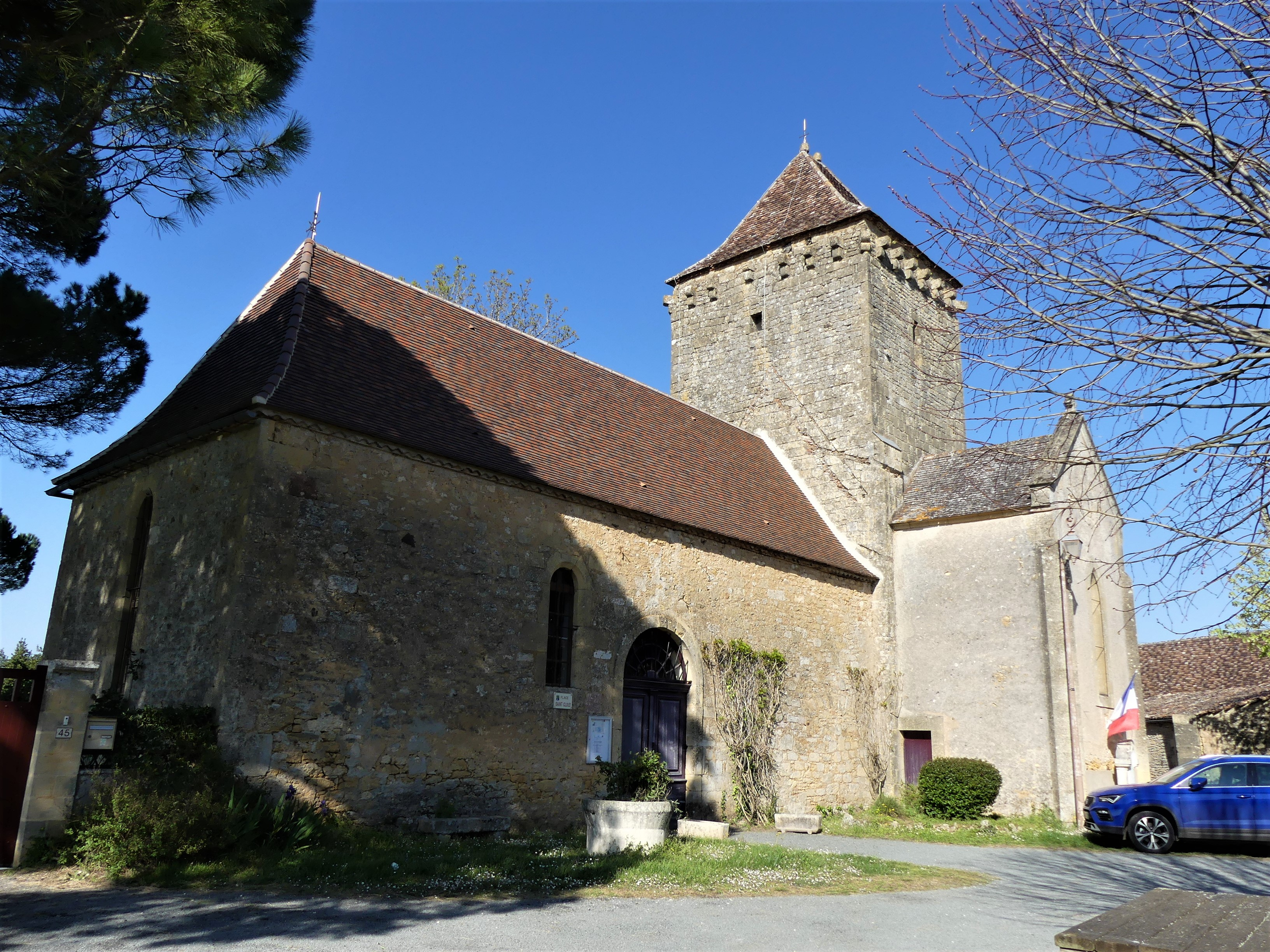
L'église Saint-Pierre-et-Saint-Paul.
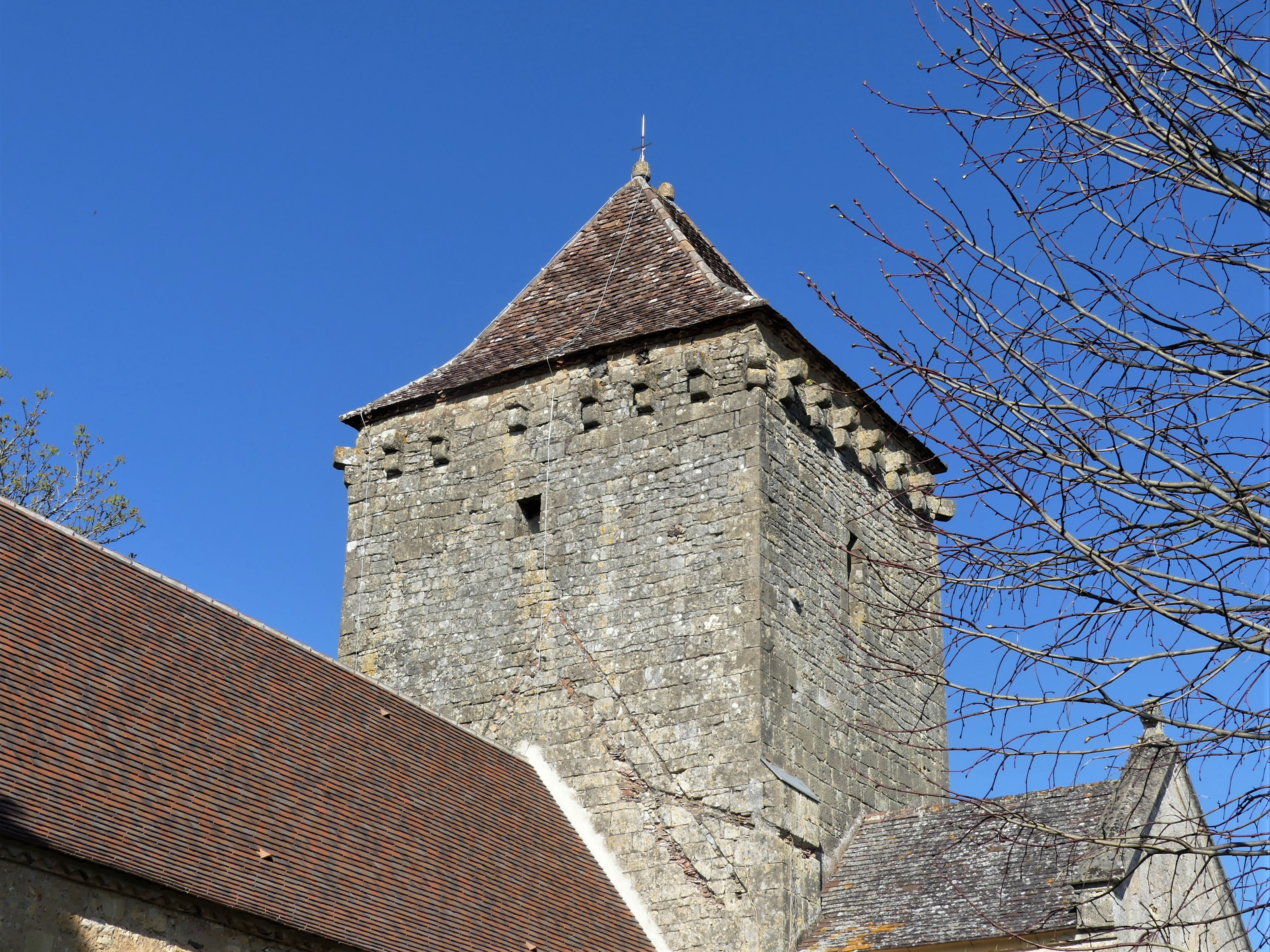
Son clocher fortifié.
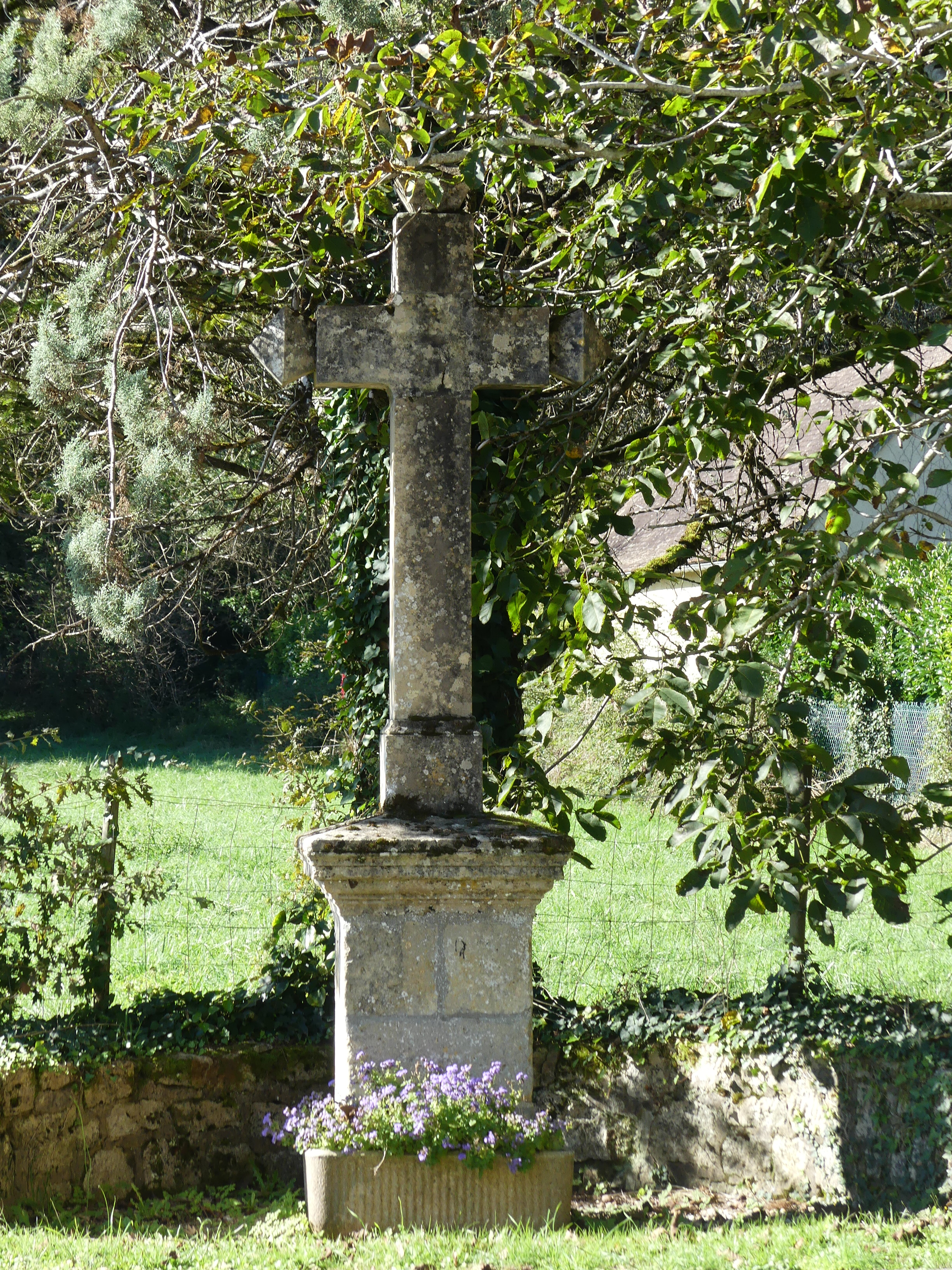
Croix monumentale à l'angle des routes du Cingle et de Pech Brut.

### Personnalités liées à la commune
- André Goustat (1935-2016), cofondateur du parti politique Chasse, pêche, nature et traditions, a été maire de Mauzac-et-Saint-Meyme-de-Rozens (1971-1972) puis de Mauzac-et-Grand-Castang (1973-2007), vice-président du conseil régional d'Aquitaine de 1992 à 1998, conseiller régional de 1992 à 2004.
- Le couple de danseurs Jean Myrio Delteil et Desha Delteil y avaient une résidence où ils ont hébergé et caché Joséphine Baker, Maurice Chevalier et son amie Nita Raya au moment où éclate la Seconde Guerre mondiale[112].
- Durant la Seconde Guerre mondiale, Georges Bégué, Clément Jumeau, Jean Le Harivel, Philippe Liewer, Jean Pierre-Bloch, Michael Trotobas, Édouard Valéry et Louis de La Bardonnie ont notamment été détenus au centre de détention de Mauzac.

### Héraldique
Pour un article plus général, voir Armorial des communes de la Dordogne.
| Blason de Mauzac-et-Grand-Castang | Blason  | Coupé, au premier parti au I d’or au châtaignier de sinople fruité de douze pièces et au II de sinople à l’église de Rozan d’or, au second d’azur à la barque à voile carrée d’argent.                                                     |
| Blason de Mauzac-et-Grand-Castang | Détails | Le châtaignier représente la paroisse de Grand Castang, l'église celle de Saint-Meyme-de-Rozens et la barque celle de Mauzac. Statut officiel, blason présent sur la page de Mauzac-et-Grand-Castang du site du Pays du Grand Bergeracois. |

## Pour approfondir